# 2018年の日本プロ野球
2018年の日本プロ野球（2018ねんのにほんぷろやきゅう）では、2018年の日本プロ野球（NPB）における動向をまとめる。

## できごと

### 1月
- 1日
  - 読売ジャイアンツは、2018年のチームスローガンを『奮輝 〜GIANTS PRIDE 2018〜』に決定したことを発表[1]。
- 4日
  - 元中日ドラゴンズ投手で、中日・阪神タイガース・東北楽天ゴールデンイーグルスの監督を歴任し、楽天球団副会長を務めていた星野仙一が膵臓癌のため逝去（享年70）[2]。
  - 中日ドラゴンズは、MLBのニューヨーク・メッツなどでプレーしたディロン・ジーの獲得を発表。単年契約で背番号は60[3]。
- 5日
  - 北海道日本ハムファイターズは、MLBのテキサス・レンジャーズとの業務提携契約を締結したことを発表[4]。
- 6日
  - 北海道日本ハムファイターズは、元テキサス・レンジャーズのニック・マルティネスとの契約合意を発表[5]。
- 7日
  - （現地時間）サンディエゴ・パドレスは、埼玉西武ライオンズからポスティングシステムでのMLB移籍を目指していた牧田和久と2年契約で合意したと発表[6]。
- 10日
  - 千葉ロッテマリーンズは、MLB・ヒューストン・アストロズなどでプレーしたマット・ドミンゲスの獲得を発表[7]。
- 12日
  - 横浜DeNAベイスターズは、育成登録の笠井崇正と支配下選手として契約すると発表。背番号は94[8]。
- 13日
  - 読売ジャイアンツの岡本和真がこの日の夕方、川崎市多摩区内の交差点で乗用車を運転中、10代男性が運転するバイクと接触し、右手の親指を骨折させる人身事故を起こしていたことが15日に判明。岡本は謝罪と同時に当面運転をしないことを表明。また球団も「改めて交通法規の遵守を徹底する」などとした[9]。
- 15日
  - 千葉ロッテマリーンズは、ジェイソン・スタンリッジと契約を行わないことを発表した一方[10]、元テキサス・レンジャーズのタナー・シェッパーズとの契約締結を発表[11]。
  - 野球殿堂博物館は、2018年度の野球殿堂顕彰者を発表し、競技者表彰のプレーヤー部門で金本知憲（現役時：広島東洋カープ、阪神タイガース。現・阪神監督）、松井秀喜（元読売ジャイアンツ、ニューヨーク・ヤンキース、オークランド・アスレチックスなど）の2名、またエキスパート部門で原辰徳（元読売ジャイアンツ選手・監督）をそれぞれ選出した[12]。松井は史上最年少となる43歳7か月で殿堂入りした[13]。
- 16日
  - 読売ジャイアンツは、元ミルウォーキー・ブルワーズのテイラー・ユングマンとの契約合意を発表。登録名は「ヤングマン」で、背番号は39[14]。
- 18日
  - オリックス・バファローズは、主に二軍公式戦で使用する舞洲サブ球場の名称を1月22日から「舞洲バファローズスタジアム」に変更することを発表[15]。
  - 横浜DeNAベイスターズは、2018年のチームスローガンを『VICTORY is within US.』に決定したことを発表[16]。
  - 中日ドラゴンズは、前年末に福岡ソフトバンクホークスを退団した松坂大輔の入団テストを23日に非公開で行うことを発表[17]。
- 19日
  - 横浜DeNAベイスターズは以下の3選手の登録名を変更することを発表。松尾大河が「大河」に、山本武白志が「武白志」に、G.後藤武敏が「G後藤武敏」にそれぞれ変更される[18]。
- 22日
  - プロ野球実行委員会において、今年の日本選手権シリーズから第7戦までの延長戦を従来の15回制から公式戦に準じて12回制に変更することを決定。12回で決着がつかなかった場合は引き分けとなる。なお第8戦以降はこれまで通り決着がつくまで行われる[19]。
- 23日
  - 中日ドラゴンズは、ナゴヤ球場室内練習場で松坂大輔の入団テストを行い、合格したことを発表[20]。
- 24日
  - 北海道日本ハムファイターズは、2018年のチームスローガンを『道 - FIGHTERS XV -』に決定したことを発表[21]。
- 25日
  - 横浜DeNAベイスターズは、試合終了後の横浜スタジアム周辺地域への配慮からナイトゲームで行われる主催7試合の試合開始時間を従来より15分繰り上げて午後5時45分からにすることを発表[22]。
- 28日
  - オリックス・バファローズは、2018年のチームスローガンを『BRAVE SPIRIT　勇猛果敢』に決定したことを発表[23]。
- 29日
  - 日本野球機構は、二段モーションを反則とする定義の削除と敬遠の申告制の採用を含む、野球規則の改正内容を発表[24]。
- 30日
  - 千葉ロッテマリーンズは、前年11月に海外FA権を行使していた涌井秀章との契約再締結を発表[25]。
- 31日
  - 千葉ロッテマリーンズは、同年の公式戦全試合を日本テレビのCS放送、日テレNEWS24にて放送することを決定したと発表[26]。

### 2月
- 5日
  - 東京ヤクルトスワローズは、元ニューヨーク・メッツの青木宣親と契約締結。背番号は23[27]。
- 6日
  - 埼玉西武ライオンズは、投手の今井達也が未成年（19歳）であるにもかかわらず、1月下旬に埼玉県所沢市内で喫煙したことが外部からの通報により発覚したため厳重注意処分にすると同時に、翌7日から5月まで対外試合出場禁止にしたことを発表。期間中は練習であってもユニフォームは着用できない[28][29]。
- 13日
  - 福岡ソフトバンクホークスは、2017年WBCキューバ代表のジュリスベル・グラシアル（ココドゥリロス・デ・マタンサス）の入団を発表。背番号は27[30]。
  - 韓国・ソウル中央地裁は、韓国ロッテグループ会長兼千葉ロッテマリーンズオーナー代行の重光昭夫（韓国名・辛東彬（シン・ドンビン））に対し、いわゆる『崔順実ゲート事件』における贈賄罪で懲役2年6か月の実刑判決を言い渡した。重光は前年12月に横領罪で執行猶予付きの有罪判決を受けていたため、即日収監された[31]。23日付でオーナー代行職を辞職（取締役に異動）、後任のオーナー代行には河合克美が就任した[32]。
- 16日
  - 千葉ロッテマリーンズは、春季キャンプに入団テストで参加していた大隣憲司、フランシスコ・ペゲロ（登録名・ペゲーロ）、李杜軒[注 1]の3名と正式に契約したことを発表。背番号は順に55、65、67[34]。
  - DAZNは、同年から読売ジャイアンツを除く11球団の公式戦主催試合を配信することを発表[注 2]。このうち中日ドラゴンズは主要61試合に限定する他、広島東洋カープは前年まで同様広島県内でのライブ配信は対象外となる[36][37]。
- 27日
  - 読売ジャイアンツが、チーム内にインフルエンザが蔓延し離脱する選手・コーチが続出したことから春季キャンプを予定より1日早く繰り上げてこの日をもって終了した[38]。

### 3月
- 2日
  - 中日ドラゴンズは、キューバ出身のアリエル・マルティネスを育成契約で獲得したことを発表。背番号は210[39]。
  - 福岡ソフトバンクホークスは、保留選手名簿に名前がありながら契約更改に至っていない川﨑宗則について、球団公式ホームページの選手名鑑から同選手の情報を一旦削除した[40]。
- 5日
  - セントラル・リーグの理事会において、本年のクライマックスシリーズからセントラル・リーグでも予告先発を採用することを決定[41]。
- 7日
  - 広島東洋カープは、カープアカデミーのジョアン・タバーレスとヘロニモ・フランスアを育成契約で獲得したことを発表。背番号はタバーレスが142、フランスアが143[42][43]。
- 9日
  - 読売ジャイアンツは、MLB・シカゴ・カブスからFAとなっていた上原浩治の入団を発表。単年契約で背番号は11。上原は10年ぶりの日本球界復帰となる[44]。
- 14日
  - 阪神タイガースの榎田大樹と埼玉西武ライオンズの岡本洋介のトレードが成立したことを両球団が発表[45]。3月16日に公示[46]。
- 15日
  - オリックス・バファローズは、育成登録の榊原翼と支配下選手として契約すると発表。背番号は61[47]。
- 16日
  - 日本野球機構は、中日ドラゴンズの岩瀬仁紀と荒木雅博のコーチ登録を解除したことを公示。ただし、肩書きは従来通り「選手兼任コーチ」のままで変わらない[48]。
- 19日
  - 1月4日に逝去した星野仙一のお別れの会が東京都内で開催され、東北楽天ゴールデンイーグルスオーナーの三木谷浩史は楽天監督時代の背番号「77」を永久欠番にすることを明言[49]。その後3月26日に正式に永久欠番にすることを発表した[50]。
  - RKB毎日放送（RKBラジオ、福岡県）は7月4日から、タマホーム スタジアム筑後で行われる福岡ソフトバンクホークスの二軍公式戦のナイトゲーム中継を行うことを発表。一軍公式戦のない日に行われる試合が対象となる[51]。
- 20日
  - 東京ヤクルトスワローズは、育成登録の田川賢吾と大村孟を支配下選手登録したことを発表。背番号は田川が62、大村が59[52]。
- 22日
  - 北海道日本ハムファイターズは、現球団代表の島田利正が任期満了により退任し[53]、新球団代表として親会社・日本ハム社長の畑佳秀が就任したことを発表[54]。
- 23日
  - 中日ドラゴンズは、育成登録の木下雄介を支配下選手登録したことを発表。背番号は98[55]。
  - 読売ジャイアンツは、育成登録の高木京介を支配下選手登録したことを発表。背番号は57[56]。
- 26日
  - 福岡ソフトバンクホークスと未契約の状態が続いていた川﨑宗則が球団を通じて退団することを発表。退団の理由として「自律神経の病気になり、それが元で体を動かすことを拒絶するようになってしまった」と明かした[57]。翌27日に日本野球機構は川崎を自由契約選手として公示した[58]。→3月2日の出来事も参照
  - 北海道日本ハムファイターズは、現在の本拠地である札幌ドームに代わり2023年に開業を目指す新球場の候補地を札幌市に隣接する北広島市に決定し、その準備会社として「株式会社北海道ボールパーク」を設立したことを発表[59]。
- 27日
  - 福岡ソフトバンクホークスは、デニス・サファテと2021年シーズンまで最大総額20億円の3年契約を新たに結んだことを発表[60]。また、育成登録の堀内汰門を支配下選手登録したことも発表。背番号は39[61]。

### 4月
- 5日
  - 広島東洋カープ対中日ドラゴンズの3月31日の開幕第2戦もしくは4月1日の開幕第3戦（マツダスタジアム）において、中日応援席から複数の男の声で不適切な内容のやじが飛ばされ、動画投稿サイト「YouTube」にアップされていたことがこの日までに判明。中日球団は「（やじを飛ばした）当事者を特定するのは難しいが大変遺憾である」として、4日にナゴヤドームで行われた対読売ジャイアンツ第2回戦の試合前に注意喚起するアナウンスが流された[62]。また中日球団代表の西山和夫は「今後同様の行為が行われたら厳しく対処する」とコメントした[63]。
  - 読売ジャイアンツの青山誠がイースタン・リーグ・対千葉ロッテマリーンズ3回戦（ロッテ浦和球場）で本塁クロスプレーでアウトになった際に審判に暴言を吐き退場処分。翌6日にコミッショナーの斉藤惇は青山に対し厳重注意および制裁金5万円の処分を科した[64]。
- 6日
  - 東北楽天ゴールデンイーグルスの則本昂大が通算1000奪三振。史上147人目[65]。
- 7日
  - 埼玉西武ライオンズが、1954年の南海ホークスと並び日本プロ野球最多タイとなる開幕7試合連続先発投手勝利を記録[66]。
- 10日
  - オリックス・バファローズの金子千尋が通算1500奪三振。史上53人目[67]。
  - 横浜DeNAベイスターズの山﨑康晃が通算100セーブ。史上29人目[68]。
- 12日
  - 阪神タイガースのランディ・メッセンジャーが対広島東洋カープ3回戦（甲子園球場）の2回表に判定を不服として球審に暴言を吐き退場処分[69]。翌13日にコミッショナーの斉藤はメッセンジャーに対し厳重注意および制裁金10万円の処分を科した[70]。
- 13日
  - 阪神タイガースの福留孝介が日米通算300本塁打[71]。
- 18日
  - 福岡ソフトバンクホークスは、北海道日本ハムファイターズの市川友也を金銭トレードで獲得したことを発表。背番号は30[72]。4月19日に公示。
  - 東京ヤクルトスワローズの青木宣親が通算1000試合出場。史上489人目[73]。
- 19日
  - 中日ドラゴンズは、育成登録のライデル・マルティネスを支配下選手登録。背番号は97[74]。
- 21日
  - 福岡ソフトバンクホークスの柳田悠岐が史上65人目、通算70度目のサイクル安打を達成[75]。
  - 東北楽天ゴールデンイーグルスの今江年晶が通算100本塁打。史上286人目[76]。
- 23日
  - 通算2215試合連続出場の日本記録保持者で「鉄人」の愛称で知られ、1987年に国民栄誉賞、1996年に野球殿堂入りした元広島東洋カープ内野手の衣笠祥雄がこの日、上行結腸がんのため逝去（71歳没）[77]。
- 25日
  - 東北楽天ゴールデンイーグルスは、9時43分から10時28分までの45分間にわたり球団公式サイトにおいてこの日の対千葉ロッテマリーンズ戦を「中止」と誤表示していたとして謝罪した[78]。
  - 読売ジャイアンツの坂本勇人が通算300二塁打。史上70人目[79]。
  - 読売ジャイアンツが1955年以来63年ぶりとなる20得点[80]。一方対戦相手の中日ドラゴンズは2004年5月以来14年ぶりの大敗となる屈辱となった[81]。
  - 横浜DeNAベイスターズの大和が両打ちから右打ちに登録を変更[82]。
- 28日
  - 福岡ソフトバンクホークスは、デニス・サファテが米国国内で右股関節の修復手術を受け、復帰までに4か月かかることを発表[83]。
- 30日
  - 埼玉西武ライオンズは、1月下旬に未成年でありながら喫煙行為が発覚し2月7日から対外試合出場停止処分を受けていた今井達也について5月1日付で処分を解除することを発表[84]。→2月6日の出来事参照
  - 中日ドラゴンズの松坂大輔が日本球界復帰後初勝利。2006年9月以来、4241日ぶりの勝利だった[85]。
  - 東北楽天ゴールデンイーグルスは、一軍の高須洋介、立石充男と二軍の栗原健太、真喜志康永の各コーチを入れ替える配置転換を発表[86]。

### 5月
- 4日
  - 阪神タイガースの鳥谷敬が通算2000試合出場。史上51人目。球団の生え抜き選手では藤田平、吉田義男に続き3人目[87]。
- 5日
  - 東北楽天ゴールデンイーグルスは、育成登録の久保裕也を支配下選手登録し[88]、即日出場選手登録した[89]。背番号は91[88]。
  - 北海道日本ハムファイターズの清宮幸太郎が1999年の赤田将吾、2015年の淺間大基に並ぶ高卒新人選手4試合連続安打[90]。
- 6日
  - オリックス・バファローズのT-岡田が通算1000試合出場。史上490人目[91]。
  - 埼玉西武ライオンズの浅村栄斗が通算1000試合出場。史上491人目[92]。
  - 北海道日本ハムファイターズの清宮幸太郎が史上初の一軍デビューから5試合連続安打[93]。
  - 東北楽天ゴールデンイーグルスが31試合目にして自力優勝の可能性を失った[94]。
- 9日
  - 福岡ソフトバンクホークスの内川聖一が通算2000安打。史上51人目[95]。
  - 北海道日本ハムファイターズの中田翔が通算1000安打。史上291人目[96]。
  - 北海道日本ハムファイターズの清宮幸太郎が一軍デビュー戦から7試合連続安打。ドラフト制導入後の新人では史上初[97]。
- 10日
  - 埼玉西武ライオンズは、BCリーグ・富山GRNサンダーバーズのデュアンテ・ヒースの譲渡について合意したことを発表[98]。15日に入団会見を行い、背番号は68に決定[99]。
- 11日
  - 広島東洋カープの石原慶幸が通算1000安打。史上292人目で38歳8か月での達成はプロ野球史上最年長[100]。また、菊池涼介とサビエル・バティスタが1試合に二度の二者連続本塁打を記録[101]。
- 12日
  - 東京ヤクルトスワローズの松岡健一が通算150ホールドポイント。史上11人目[102]。
  - オリックス・バファローズが開幕40試合未満で三度目の1安打試合で敗戦。2リーグ分立後史上初[103]。
- 16日
  - 福岡ソフトバンクホークスのリバン・モイネロが3者連続3球三振。史上18人目、通算19度目[104]。
- 19日
  - オリックス・バファローズの山岡泰輔が1イニング3暴投。プロ野球タイ記録[105]。
  - 東北楽天ゴールデンイーグルスの則本昂大が通算1000投球回。史上349人目[106]。
  - 広島東洋カープは、育成契約のヘロニモ・フランスアを支配下選手として契約したことを発表。背番号は97[107]。
- 22日
  - 中日ドラゴンズの山井大介が完封勝利。40代での達成は史上9人目[108][109]。
- 24日
  - 横浜DeNAベイスターズの筒香嘉智が通算150本塁打。史上166人目[110]。
- 25日
  - 阪神タイガースの糸井嘉男が通算150本塁打。史上167人目[111]。
  - 福岡ソフトバンクホークスのアルフレド・デスパイネが通算100本塁打。史上287人目[112]。
- 29日
  - 日本生命セ・パ交流戦開幕[113]。
  - 阪神タイガースの鳥谷敬が対ソフトバンク1回戦で出場しなかったため、連続試合出場が歴代2位の1939試合でストップ[114]。
- 31日
  - 福岡ソフトバンクホークスの中田賢一が通算1500投球回。史上177人目[115]。
  - 北海道日本ハムファイターズのニック・マルティネスが、右投げ左打ちに登録を変更[116]。

### 6月
- 1日
  - 北海道日本ハムファイターズの西川遥輝が通算200盗塁。史上75人目[117]。
- 7日
  - 東北楽天ゴールデンイーグルスの岸孝之が通算1500奪三振。史上54人目[118]。
- 8日
  - 広島東洋カープの丸佳浩が通算1000試合出場。史上492人目[119]。
- 9日
  - 千葉ロッテマリーンズが、プロ野球史上初となる2試合連続で失策によるサヨナラ負け[120]。
- 11日
  - オリックス・バファローズは、育成登録の神戸文也を14日からシーズン終了までBCリーグ・福井ミラクルエレファンツに派遣することを発表[121]。
- 12日
  - 阪神タイガースの55歳のスコアラーが、この日の夕方出張先の宮城県仙台市内で盗撮をしたとして宮城県警仙台東署に宮城県迷惑防止条例違反の現行犯で逮捕[122]。容疑を否認しているが[123]、球団は公式サイトで謝罪文を掲載[122]。さらに15日には契約を解除した[124]。
- 13日
  - 読売ジャイアンツの河野元貴と篠原慎平が、10日深夜から11日未明にかけて「Instagram」に不適切な画像を投稿していたことが判明。球団は「球団規則に反する行動で誠に遺憾である」として両者を謹慎とし、事実関係の確認が取れ次第厳正に処分することを発表したうえで[125]、河野の一軍出場選手登録を抹消した[126]。
- 14日
  - 阪神タイガースの福留孝介が日本ハム戦で本塁打を記録し、全球団から本塁打を達成。史上33人目[127]。
- 15日
  - 阪神タイガースは、MLB・シカゴ・カブスなどでプレーしたエフレン・ナバーロとの契約合意を発表[128]。17日に入団会見を行い、背番号は99に決定[129]。
  - 北海道日本ハムファイターズの宮西尚生が通算300ホールドポイント。山口鉄也に続き史上2人目[130]。また中島卓也が通算200犠打。史上41人目[131]。
- 16日
  - 読売ジャイアンツは、育成登録のサムエル・アダメスを支配下選手登録し[132]、即日一軍出場選手登録した[133]。背番号は92[132]。
  - 東北楽天ゴールデンイーグルスの梨田昌孝監督が球団の成績不振の責任を取って辞任を申し入れ。球団はそれを受託し、平石洋介ヘッド兼打撃コーチが監督代行を務めることを発表[134]。
  - 埼玉西武ライオンズ対中日ドラゴンズ2回戦の7回裏西武の攻撃中、球審を務めていた敷田直人が急に倒れるアクシデント。敷田は病院に運ばれたが意識はあり[135]、日本野球機構は倒れた原因は直前の打者が打ったファウルチップが左膝に当たった影響であると説明した[136]。
- 19日
  - 東京ヤクルトスワローズの青木宣親が対福岡ソフトバンクホークス3回戦（神宮球場）の7回裏に判定を不服として球審に暴言を吐き退場処分[137]。翌20日にコミッショナーの斉藤は青木に対し厳重注意および制裁金10万円の処分を科した[138]。
- 20日
  - 東京ヤクルトスワローズは、ジョーダン・アルメンゴに契約解除を通知し、ウエーバー公示の手続きを行ったと発表した一方[139]、リーガ・メヒカーナ・デ・ベイスボル・ティフアナ・ブルズのジェイソン・ウルキデスとの契約合意を発表。背番号は61[140]。
- 22日
  - オリックス・バファローズ対福岡ソフトバンクホークス（ほっともっとフィールド神戸）の延長10回表、ソフトバンクの中村晃が打った右翼ポール際スタンドへの飛球について、一旦ファウルと宣告したが、ソフトバンク監督の工藤公康からリクエストを受けたリプレー検証で本塁打に変更。これが決勝点となりソフトバンクの勝利となったが、オリックス監督の福良淳一は猛抗議し、試合終了後審判控え室に行き再度抗議。再検証の結果、責任審判を務めた二塁塁審の佐々木昌信は「判定が正確ではなかった」と誤審を認めるも試合結果及び記録は訂正されなかった[141]。翌23日には日本野球機構審判長の友寄正人とパシフィック・リーグ統括の仲野和男らが同球場内で改めて福良をはじめオリックス側に謝罪。一方オリックス側は特例として試合のやり直しを要望した[142]。
- 23日
  - 千葉ロッテマリーンズは、大嶺翔太が約2年前から続く個人的多重債務を理由に球団に現役引退を申し入れ、球団としても慰留したものの本人の意思が固いことから申し入れを受理したことを発表[143]。
- 26日
  - 日本野球機構は、6月22日のオリックス・バファローズ対福岡ソフトバンクホークス戦でのファウルを本塁打と誤審したことに対するオリックス側からの特例での試合やり直し要求を認めない決定を下した。一方オリックス側はこれに反発。引き続き試合やり直しの要望を続けていくことを文書にて表明した[144]。
  - 広島東洋カープは、ピッツバーグ・パイレーツ傘下のAAA級インディアナポリス・インディアンスでプレーしていたジョニー・ヘルウェグと契約合意に達したことを発表。背番号は62[145]。
  - 広島東洋カープが、球団史上初となる3試合連続2桁得点[146]。
  - 北海道日本ハムファイターズが、球団創設後通算4500勝[147]。
- 27日
  - 日本野球機構は、東京ヤクルトスワローズからウエーバー公示されたジョーダン・アルメンゴについて、獲得する球団がなかったため自由契約選手にしたことを公示[148]。
  - 広島東洋カープが、球団史上最速となる主催33試合目で観客動員数100万人を突破[149]。
- 28日
  - 阪神タイガースの能見篤史が通算100勝。史上135人目[150]。
- 29日
  - 東京ヤクルトスワローズ対阪神タイガース（明治神宮野球場）の同点で迎えた7回裏、一死二塁でヤクルトの荒木貴裕が打ったサードゴロをサードの北條史也が捕り、三塁走者の藤井亮太にタッチをしにいったが、空タッチとなりセーフの判定になる。阪神側は、3フィートを超えたと抗議をするも、三塁塁審の飯塚富司は「タッグ行為が無かったためセーフ」と説明。結局この回ヤクルトが2点を勝ち越して勝利、この判定が勝敗に大きく響いた[151]。後日NPBは、この判定に対して「不適切な判定だった」と誤審を認め、阪神側に謝罪した[152]。
  - 千葉ロッテマリーンズは、フランシスコ・ペゲーロについてウエーバー公示の手続きを申請したことを発表[153]。
  - オリックス・バファローズの増井浩俊が北海道日本ハムファイターズ戦でセーブ。史上4人目（日本人では2人目）の12球団セーブを達成[154]。
- 30日
  - 北海道日本ハムファイターズの宮西尚生が通算600試合登板と歴代1位タイの通算273ホールドを達成[155]。
  - 広島東洋カープの丸佳浩が通算1000安打。史上293人目[156]。
  - 東京ヤクルトスワローズの山田哲人が通算150本塁打。史上168人目[157]。

### 7月
- 1日
  - 横浜DeNAベイスターズの濵口遥大がプロ野球ワーストタイ記録となる4者連続押し出し四球[158]。
  - 横浜DeNAベイスターズの井納翔一が、イースタンリーグ・対北海道日本ハムファイターズ戦（横須賀）で史上23人目・通算24度目のノーヒットノーランを達成[159]。
- 3日
  - 阪神タイガースの福留孝介が通算3000塁打。史上57人目[160]。
- 4日
  - 横浜DeNAベイスターズは、元千葉ロッテマリーンズで退団後はMLB・アリゾナ・ダイヤモンドバックス傘下のマイナーリーグでプレーした中後悠平との契約合意を発表[161]。5日に入団会見を行い、背番号は91に決定[162]。
  - オリックス・バファローズ一軍監督の福良淳一が監督通算200勝[163]。
- 6日
  - ナゴヤドームで開催予定だった中日ドラゴンズ対東京ヤクルトスワローズ第12回戦は、ヤクルトの用具運搬車の到着が大幅に遅延したため中止[164]。ナゴヤドームでの公式戦中止は2004年9月18日・19日の中日対読売ジャイアンツ戦[注 3]以来14年ぶり4度目[165]、用具運搬車の遅延により試合が中止になったのは1979年7月13日の日本ハムファイターズ対南海ホークス戦（後楽園球場）[注 4]以来39年ぶり2度目[166]。
  - 日本野球機構は、千葉ロッテマリーンズからウエーバー公示されたフランシスコ・ペゲーロについて、獲得する球団がなかったため自由契約選手にしたことを公示[167]。
  - 福岡ソフトバンクホークスは、シアトル・マリナーズ傘下のAAA級タコマ・レイニアーズでプレーしていたアリエル・ミランダとの契約合意を発表[168]。17日に入団会見を行い、背番号は19に決定[169]。
  - 北海道日本ハムファイターズの宮西尚生が、プロ野球新記録となる通算274ホールド[170]。
- 7日
  - 読売ジャイアンツは、柿澤貴裕が二軍本拠地の読売ジャイアンツ球場のロッカーから同僚選手の野球用具を盗み、それを売却して借金の返済に充てていたとして契約を解除したことを発表[171]。柿澤は翌8日に神奈川県警多摩署に窃盗容疑で逮捕された[172]。また、謹慎中の河野元貴と篠原慎平に対し、同年中の無期限出場停止および罰金の処分を科したことも発表[173]。→6月13日の出来事も参照
  - オリックス・バファローズは、元阪神タイガースでBCリーグ・福井ミラクルエレファンツ所属の岩本輝と、シカゴ・ホワイトソックス傘下のAAA級シャーロット・ナイツでプレーしていたドン・ローチの獲得を発表。背番号は岩本が91、ローチが42[174]。
- 8日
  - 広島東洋カープは、9日からマツダスタジアムで予定されていた対阪神タイガース3連戦について平成30年7月豪雨の影響により中止することを発表[175]。
  - 読売ジャイアンツは、育成登録のクリストファー・クリソストモ・メルセデスを支配下選手登録したことを発表。背番号は95[176]。
- 9日
  - オリックス・バファローズの伊藤光・赤間謙と横浜DeNAベイスターズの白崎浩之・髙城俊人の2対2のトレードが成立したことを両球団が発表[177]。7月11日に公示。
  - 東京ヤクルトスワローズの山田哲人がサイクルヒットを達成。史上66人目[178]。
- 16日
  - 埼玉西武ライオンズの秋山翔吾が通算1000試合出場。史上493人目[179]。
  - 読売ジャイアンツの坂本勇人が通算1500試合出場。史上191人目[180]。また29歳7か月での達成は史上3番目の最年少記録[181]。
- 17日
  - 読売ジャイアンツオーナーの老川祥一が、一連の不祥事の責任を明確にするためとして辞任[182]。
  - オリックス・バファローズの杉本裕太郎が2試合連続満塁本塁打。プロ野球タイ記録で史上8人目。さらに20歳代選手では初[183]。
  - 中日ドラゴンズが広島東洋カープに敗れ、自力優勝の可能性が消滅[184]。
  - 東京ヤクルトスワローズの雄平がセントラル・リーグタイ記録となる代打6打席連続安打[185]。
- 18日
  - 読売ジャイアンツは、第8代目となる球団オーナーに読売新聞グループ本社社長の山口壽一が就任したことを発表[186]。
- 19日
  - 中日ドラゴンズは、育成登録の福敬登を支配下選手登録したことを発表。背番号は34[187]。
  - 埼玉西武ライオンズは、中日ドラゴンズの小川龍也を金銭トレードで獲得したことを発表[188]。入団会見は21日に行われ、背番号は44となった[189]。7月23日に公示。
- 20日
  - 横浜DeNAベイスターズの桑原将志が史上67人目となるサイクルヒットを達成[190]。同一シーズンにサイクルヒット達成者が3人以上出るのは、1シーズンに5人が達成した2003年以来15年ぶり7回目。
  - 読売ジャイアンツの上原浩治がホールドを記録し、日米通算100勝100セーブ100ホールドを達成[191]。
- 21日
  - 埼玉西武ライオンズの秋山翔吾がパ・リーグ新記録となる536試合連続フルイニング出場[192]。
  - この日行われたセントラル・リーグ3試合のスコアがすべて7-5で終わるプロ野球史上初の珍事[193]。
- 22日
  - 広島東洋カープの美間優槻と福岡ソフトバンクホークスの曽根海成のトレードが成立したことを両球団が発表[194]。7月25日に公示。
  - 読売ジャイアンツが、対広島東洋カープ16回戦で6-0から逆転負けを喫し、自力優勝の可能性が消滅。またマツダスタジアムでは前年から12連敗となった。巨人で監督就任1年目から3年連続でシーズン途中で自力優勝が消滅したのは、1984年-1986年の王貞治以来32年ぶり2人目[195]。
- 24日
  - ソフトバンク対ロッテ、楽天対日本ハムの試合時間がいずれも5時間超え。同一リーグによる2試合の5時間超えは史上初[196]。
  - 北海道日本ハムファイターズの田中賢介が通算1500試合出場。史上192人目[197]。
- 25日
  - 中日ドラゴンズは、MLBのボルチモア・オリオールズ傘下のAAA級ノーフォーク・タイズでプレーしていたジョエリー・ロドリゲスの入団を発表。単年契約で背番号は57[198]。
- 26日
  - 阪神タイガースの松田遼馬と福岡ソフトバンクホークスの飯田優也のトレードが成立したことを両球団が発表[199]。7月27日に公示。
  - 東北楽天ゴールデンイーグルスは、育成登録の石橋良太を支配下選手登録することで合意したと発表。背番号は94[200]。
  - 千葉ロッテマリーンズの藤岡貴裕と北海道日本ハムファイターズの岡大海のトレードが成立したことを両球団が発表[201][202]。7月27日に公示。
  - 埼玉西武ライオンズは、元ボストン・レッドソックスのカイル・マーティンとの契約合意を発表[203]。31日に入団会見を行い、背番号は42に決定[204]。
  - 横浜DeNAベイスターズは、育成登録の田村丈と支配下選手契約することを発表。背番号は92[205]。
- 27日
  - 斉藤惇コミッショナーは、6月22日のオリックス対ソフトバンク戦におけるファールを本塁打と判定した誤審について、誤審があった場面からの試合続行を要望してコミッショナーに裁定を求めていたオリックスからの提訴を受理しないと発表、オリックス側に不受理を伝えたうえで、誤審について謝罪し、再発防止を徹底することを伝えた[206]。→6月22日、6月26日の出来事も参照
  - 読売ジャイアンツは、育成登録のホルヘ・マルティネスを支配下選手登録。背番号は96[207]。
  - 読売ジャイアンツの山口俊がノーヒットノーラン。史上79人目、通算90度目で許した走者は四球による1人だけだった[208]。
- 28日
  - 読売ジャイアンツの菅野智之が通算1000投球回。史上350人目[209]。
- 29日
  - 福岡ソフトバンクホークスは、育成登録の大竹耕太郎を支配下選手登録することを発表。背番号は10[210]。
  - 中日ドラゴンズの藤井淳志が通算1000試合出場。史上494人目[211]。
- 30日
  - 読売ジャイアンツは、育成登録の松原聖弥を支配下選手登録したことを発表。背番号は59[212]。
  - 東京ヤクルトスワローズは、育成登録の古野正人を支配下選手登録。背番号は40[213]。
  - 阪神タイガースは、育成登録の歳内宏明と支配下選手登録することで合意したことを発表。背番号は97[214]。
- 31日
  - オリックス・バファローズは、育成登録の佐野皓大を外野手として支配下選手登録。背番号は93[215]。
  - 千葉ロッテマリーンズの石川歩が、プロ野球ワーストタイ記録となる1イニング11被安打[216]。

### 8月
- 1日
  - 東京ヤクルトスワローズの山田哲人が10試合連続打点。球団新記録[217]。
  - 東北楽天ゴールデンイーグルスの田中和基が左右両打席本塁打。2010年以来8年ぶり。球団では2人目[218]。
- 2日
  - 労働組合日本プロ野球選手会は、日本野球機構(NPB)との事務折衝で、出場機会の少ない選手の移籍活性化を目指す「現役ドラフト制度」の協議を最優先で行いたい旨を伝え、NPB側も調査と議論の継続を約束[219]。
- 4日
  - 広島東洋カープ一軍監督の緒方孝市が監督通算300勝。球団史上最速[220]。
- 5日
  - 東京ヤクルトスワローズの石川雅規が通算1500奪三振。史上55人目[221]。
- 7日
  - 埼玉西武ライオンズの中村剛也が通算1000打点。史上45人目[222]。
- 8日

  - 広島東洋カープの中﨑翔太が通算100セーブ。史上30人目[223]。
- 9日
  - 日本野球機構は、東北楽天ゴールデンイーグルスのジャフェット・アマダーが6月に採取した尿検体から禁止薬物の「クロルタリドン」と「フロセミド」（いずれも利尿剤）が検出されたとしてこの日から2019年2月8日まで6か月の出場停止処分にしたことを発表。薬物検出による規定違反は通算5人目となる[224]。これを受けて楽天は謝罪と同時にアマダーを自宅謹慎処分にしたが、アマダーは「身に覚えがない」として意図的に摂取したことを否定した[225]。
  - 広島東洋カープ対中日ドラゴンズ18回戦（マツダスタジアム）で、鈴木誠也が四球になったにもかかわらず、進塁せずにプレイが継続され、二塁ゴロで凡退する珍事が発生[226]。日本野球機構は翌10日、当日同試合に従事していた控えを含む審判員5人に対して厳重注意処分を科した[227]。
- 10日
  - 埼玉西武ライオンズの中村剛也が6試合連続本塁打。パ・リーグタイ記録[228]。
  - 東北楽天ゴールデンイーグルスの嶋基宏が通算200犠打。史上42人目[229]。
  - オリックス・バファローズは、アンドリュー・アルバースとの2年の契約延長を発表[230]。
  - 読売ジャイアンツは、不適切行為により6月13日から出場停止処分としていた河野元貴、篠原慎平両名の処分解除を発表[231]。→6月13日の出来事も参照
- 12日
  - 読売ジャイアンツが広島東洋カープ戦（マツダスタジアム）に8-4で勝利、なお巨人はマツダスタジアムでの勝利は前年8月11日以来366日ぶり[232]。
- 16日
  - 中日ドラゴンズの平田良介がサイクルヒット。史上68人目[233]。
- 18日
  - 読売ジャイアンツの長野久義が、中日ドラゴンズ戦（東京ドーム）で左翼席上段にある「株式会社インターネットイニシアティブ」の看板を直撃する11号ソロ本塁打を打つ。なお、東京ドームの広告看板を直撃した打者に贈られる「ビッグボードスポンサー賞」は、これが通算100本目[234]。
- 20日
  - 東北楽天ゴールデンイーグルスは、編成部門を統括するゼネラルマネージャーとして、9月1日付で石井一久が就任することを発表[235]。
- 22日
  - 東北楽天ゴールデンイーグルスは、ドーピング違反で6か月間の出場停止処分を受けたジャフェット・アマダーの異議申し立てを日本野球機構に対して行ったことを発表[236]。→8月9日の出来事も参照
- 24日
  - 北海道日本ハムファイターズの中田翔が通算200本塁打。史上103人目で平成生まれの選手では初[237]。
  - オリックス・バファローズの増井浩俊が史上3人目、日本人投手では史上初となる複数球団でシーズン30セーブ目を達成[238]。
- 25日
  - 埼玉西武ライオンズの中村剛也が通算1500試合出場。史上193人目[239]。
- 26日
  - 福岡ソフトバンクホークスの中田賢一が通算100勝。史上136人目[240]。
  - 東京ヤクルトスワローズのウラディミール・バレンティンが通算250本塁打。史上62人目[241]。
- 28日
  - 埼玉西武ライオンズが東北楽天ゴールデンイーグルス戦で、プロ野球で4年3か月ぶりとなる三重殺を完成（中村剛也、浅村栄斗、山川穂高の順に刺殺、投手：多和田真三郎、打者：今江敏晃）[242]。
- 29日
  - 阪神タイガースのランディ・メッセンジャーが通算1500投球回。史上178人目[243]。
  - 読売ジャイアンツの吉川光夫が通算1000投球回。史上351人目[244]。
- 31日
  - 横浜DeNAベイスターズは、山本祐大が未成年（19歳）であるにもかかわらず飲酒行為をしていたことが発覚したとして厳重注意及び今シーズン中の外出禁止処分にしたことを発表。なおユニフォームを着用しての練習及び試合への出場については認められた[245]。
  - 中日ドラゴンズのダヤン・ビシエドがセントラル・リーグ新記録となる月間47安打[246]。

### 9月
- 1日
  - 阪神タイガースの藤川球児が通算700試合登板。史上16人目[247]。
- 2日
  - 北海道日本ハムファイターズ一軍監督の栗山英樹が通算500勝[248]。
  - 東京ヤクルトスワローズは一軍監督の小川淳司に翌年続投を要請し、小川もこれを受諾した[249]。
- 5日
  - 広島東洋カープの新井貴浩がマツダスタジアム内で記者会見を開き、現役引退を表明[250]。
- 6日
  - 広島東洋カープ対阪神タイガース20回戦（マツダスタジアム）の試合中、観客の65歳の男が突然大声を張り上げて試合の進行を一時中断させたとして広島県警広島南署に威力業務妨害の疑いで現行犯逮捕。男は当時酒に酔っていた[251]。
- 7日
  - 楽天生命パーク宮城で開催予定だった東北楽天ゴールデンイーグルス対北海道日本ハムファイターズ第20回戦は、前日に発生した北海道胆振東部地震の影響で日本ハムの関係者の北海道から仙台への移動の見通しが立たないとして中止となった[252]。
- 8日
  - 北海道日本ハムファイターズは札幌ドームで開催予定だった11日と12日の対千葉ロッテマリーンズ戦について、先の北海道胆振東部地震の影響により観客の安全と負担を考慮して中止することを発表。なお14日からの対オリックス・バファローズ4連戦は予定通り施行された[253]。
- 10日
  - 横浜DeNAベイスターズは、後藤武敏（登録名はG後藤武敏）と加賀繁が現役引退することを球団に申し入れ、これを了承したことを発表[254]。
- 11日
  - オリックス・バファローズが球団ワーストタイ記録となる3試合連続完封負け[255]。
- 12日
  - 読売ジャイアンツの杉内俊哉が東京都内のホテルで記者会見を行い、現役引退を発表[256]。
- 14日
  - 横浜DeNAベイスターズ対読売ジャイアンツ22回戦で巨人がDeNAに2-4で敗れたため[257]、広島東洋カープのクライマックスシリーズへの進出が決定した[257]。またこの試合の8回表にDeNAのスペンサー・パットンが巨人の岡本和真への死球を巡って行ったリクエスト判定に異議を唱え退場処分。同制度による退場者が出たのは初[258]。コミッショナーの斉藤惇は18日、パットンに対し厳重注意及び制裁金10万円の処分を科した[259]。
- 16日
  - 東北楽天ゴールデンイーグルスの松井裕樹が通算100セーブ。史上31人目で22歳10か月での達成は史上最年少[260]。
  - 阪神タイガースの藤浪晋太郎が満塁本塁打。投手による満塁本塁打は1999年のバルビーノ・ガルベス以来19年ぶり[261]。
  - 阪神タイガースの大山悠輔が1イニングで2打席連続本塁打[262]。さらに大山はセントラル・リーグタイとなる1試合6安打も記録した[263]。
  - 東京ヤクルトスワローズの村上宗隆が初打席初本塁打。高卒新人としては史上7人目[264]。
  - 埼玉西武ライオンズ対福岡ソフトバンクホークス20回戦の試合前練習中、西武の栗山巧の打球がアップ中のソフトバンクの柳田悠岐の左側頭部に直撃。柳田は救急車で病院に運ばれ[265]、診察の結果頭部打撲と診断され[266]、翌17日に脳しんとう特例措置の対象選手として出場選手登録を抹消された[267]。
- 17日
  - 読売ジャイアンツの陽岱鋼が通算100本塁打。史上288人目[268]。
  - 北海道日本ハムファイターズの宮西尚生が山口鉄也に並ぶプロ野球タイ記録となる通算324ホールドポイントを達成[269]。
  - 埼玉西武ライオンズ対福岡ソフトバンクホークス21回戦で西武がソフトバンクを8-1で破り[270]、クライマックスシリーズへの進出が決定した。
- 18日
  - 読売ジャイアンツがイースタン・リーグで優勝。4年連続27度目[271]。
- 19日
  - 読売ジャイアンツの脇谷亮太が東京ドーム内で記者会見を行い、現役引退を発表[272]。
  - 横浜DeNAベイスターズのホセ・ロペスが通算150本塁打。史上169人目[273]。
- 20日
  - マツダスタジアムで行われた広島東洋カープ対阪神タイガース21回戦の試合終了が、雨天による開始遅延と2度の中断により、翌21日0時3分となった。2日がかりの試合は史上14度目、9回で決着した試合では史上最も遅い終了[274]。
- 21日
  - 日本野球機構のアンチドーピング調査裁定委員会は、8月22日に東北楽天ゴールデンイーグルスから提出されたジャフェット・アマダーの出場停止処分への異議申し立てに対しこれを却下し制裁処分を維持することを発表。これにより、アマダーの翌年2月8日までの出場停止が確定した[275]。→8月9日、8月22日の出来事も参照
  - 埼玉西武ライオンズの菊池雄星が通算1000投球回。史上352人目[276]。
  - 阪神タイガースの糸井嘉男が通算1500安打。史上124人目[277]。
- 22日
  - 北海道日本ハムファイターズの石井裕也がの現役引退を発表[278]。
  - 阪神タイガースがウエスタン・リーグで優勝。8年ぶり16回目。優勝回数で中日ドラゴンズと並び最多タイに[279]。
  - 千葉ロッテマリーンズの福浦和也が通算2000安打。史上52人目[280]。
  - 福岡ソフトバンクホークス対 オリックス・バファローズ 22回戦でソフトバンクがオリックスを6-4で破り[281]、クライマックスシリーズへの進出が決定した。
- 24日
  - 中日ドラゴンズの平田良介が通算1000試合出場。史上495人目[282]。
- 25日
  - オリックス・バファローズ一軍監督の福良淳一が京セラドーム大阪で監督辞任を表明[283]。さらにチームは福岡ソフトバンクホークスに5-8で敗れ、4年連続でBクラスが確定した[284]。
  - 千葉ロッテマリーンズは、岡田幸文と大隣憲司が現役引退することを発表[285]。
  - 福岡ソフトバンクホークスの森唯斗が7試合連続セーブ。日本プロ野球新記録[286]。
  - 広島東洋カープが、4年連続で主催試合の観客動員数200万人を突破[287]。
- 26日
  - 埼玉西武ライオンズは、松井稼頭央の現役引退を発表[288]。なお松井は9月27日に引退記者会見を行った[289]。
  - 中日ドラゴンズの浅尾拓也が現役引退を発表[290]。
  - 広島東洋カープ対東京ヤクルトスワローズ23回戦（マツダスタジアム）で、広島がヤクルトを10-0で破り、3年連続9度目となるセ・リーグ優勝を決める[291]。また9回に登板した中﨑翔太が1971年から1973年の高橋一三（当時読売ジャイアンツ）以来45年ぶりとなる3年連続で胴上げ投手となる快挙を達成した[292]。
- 27日
  - オリックス・バファローズの小谷野栄一が現役引退を発表[293]。
  - 千葉ロッテマリーンズの根元俊一と金澤岳が現役引退を発表[294]。
  - 広島東洋カープは、天谷宗一郎から現役引退の申し入れがあり、これを受理したことを発表[295]。
  - 中日ドラゴンズの野本圭がナゴヤドーム内で記者会見し、現役引退することを発表[296]。
  - オリックス・バファローズ対北海道日本ハムファイターズ25回戦で日本ハムがオリックスを2-1で破り、千葉ロッテマリーンズ対東北楽天ゴールデンイーグルス22回戦でロッテが楽天に0-9で敗れたため、日本ハムの2年ぶりのクライマックスシリーズへの出場が決定[297]。
  - 北海道日本ハムファイターズの宮西尚生が通算325ホールドポイントのプロ野球新記録[298]。
- 28日
  - 北海道日本ハムファイターズは、矢野謙次が現役引退することを発表[299]。
  - 埼玉西武ライオンズは、ニール・ワグナーのウエーバー公示手続きを申請したことを発表[300]。
  - 中日ドラゴンズの岩瀬仁紀が史上初となる通算1000試合登板達成[301]。しかし、読売ジャイアンツが横浜DeNAベイスターズに勝利したため、中日のクライマックスシリーズ出場の可能性が消滅、6年連続Bクラスが確定[302]。
- 29日
  - 広島東洋カープの菊池涼介が通算250犠打。史上20人目[303]。
  - 読売ジャイアンツ対広島東洋カープ23回戦（東京ドーム）で、7対8で広島が勝利し、同年40度目の逆転勝利。3年連続40度以上の逆転勝利は2リーグ制になって以降は初[304]。そして巨人は2006年以来12年ぶりのシーズン負け越しが決定[305]。
- 30日
  - ナゴヤドームで開催予定だった中日ドラゴンズ対阪神タイガース24回戦は、台風24号による交通機関への影響を考慮し中止[306]。同球場での公式戦中止は7月6日の中日対東京ヤクルトスワローズ戦に次いで同年2度目、通算5度目[307]。→7月6日の出来事も参照
  - 東京ヤクルトスワローズは、松岡健一と山本哲哉が現役引退することを発表[308]。
  - 福岡ソフトバンクホークス対千葉ロッテマリーンズ20回戦（ヤフオクドーム）でソフトバンクがロッテに1-9で敗れ、埼玉西武ライオンズが10年ぶり22度目となるパ・リーグ優勝を決める[309]。
  - イースタン・リーグ、横浜DeNAベイスターズ対東京ヤクルトスワローズ戦（横須賀スタジアム）で、両チーム合わせて48人出場、またDeNAが投手11人、ヤクルトが投手6人の合計17人を起用するリーグ新記録を更新。またDeNAの出場選手27人もリーグタイ記録となった[310]。

### 10月
- 1日
  - 第1次戦力外通告期間開始。
  - 中日ドラゴンズは、谷哲也[311]と若松駿太[312]、育成契約の山本雅士、吉田嵩、西濵幹紘の5選手に対して翌年の契約を結ばないことを通告[313]。谷はこのまま現役引退、若松はトライアウトを受験する予定。
  - 千葉ロッテマリーンズは宮﨑敦次、肘井竜蔵、育成契約の安江嘉純の3選手に対して翌年の契約を結ばないことを通告[314]。
  - 東北楽天ゴールデンイーグルスは、小山雄輝[315]と育成契約の横山貴明、宮川将、入野貴大、向谷拓巳、匠の6選手に対して翌年の契約を結ばないことを通告[316]。
  - 読売ジャイアンツは寺内崇幸、青山誠の2選手に対して翌年の契約を結ばないことを通告[317]。
  - 福岡ソフトバンクホークスは、本多雄一の現役引退を発表[318]。
  - 東京ヤクルトスワローズ対読売ジャイアンツ25回戦でヤクルトが巨人を8-5で破り、ヤクルトのクライマックスシリーズへの進出が決定した[319]。
- 2日
  - 広島東洋カープは、佐藤祥万、土生翔平、辻空と育成契約のジョアン・タバーレスの4選手に対して翌年の契約を結ばないことを通告[320]。
  - 東京ヤクルトスワローズは、成瀬善久、久古健太郎、古野正人、菊沢竜佑、由規、大松尚逸、鵜久森淳志、比屋根渉の8選手に対して翌年の契約を結ばないことを通告[321]。このうち成瀬[322]、由規[323]、大松[324]の3名は他球団での現役続行を希望。
  - 阪神タイガースは、西岡剛に対して翌年の契約を結ばないと通告。西岡も自身のInstagramで球団の発表前に10月1日付で戦力外通告を受けたことを公表した[325]。
  - 読売ジャイアンツは育成契約の成瀬功亮に対して翌年の契約を結ばないことを通告したと同時に、與那原大剛を自由契約にしたことを発表[326]。ただし、與那原は育成選手として再契約する方針[327]。
  - 中日ドラゴンズの岩瀬仁紀がナゴヤドーム内で記者会見を行い、現役引退を表明[328]。
- 3日
  - 横浜DeNAベイスターズは、須田幸太、田中浩康、荒波翔、福地元春、野川拓斗、白根尚貴、育成契約の亀井塔生、網谷圭将、武白志の9選手に対して翌年の契約を結ばないことを通告[329]。
  - 読売ジャイアンツの西村健太朗が球団事務所で記者会見を行い、現役引退を表明[330]。
  - 読売ジャイアンツオーナーの山口壽一が記者取材にて「一軍監督の高橋由伸が同年限りで辞任する」ことを発表[331]。さらにゼネラルマネージャー（GM）の鹿取義隆を解任する意向を示唆した[332]。
  - 阪神タイガースの横山雄哉が戦力外通告を受けていたことがこの日判明。球団は育成選手として再契約することを検討[333]。
  - 阪神タイガースのランディ・メッセンジャーが外国人投手史上最多となる通算1416奪三振を記録[334]。
- 4日
  - オリックス・バファローズは、塚原頌平、佐藤世那、縞田拓弥、園部聡、吉田雄人、育成契約の戸田亮、坂本一将の7選手に対して翌年の契約を結ばないことを通告[335]。塚原は育成選手として再契約、また戸田と坂本はこのまま現役引退する見込み[336]。さらに縞田に対しては球団フロント入りを打診している[337]。
  - 福岡ソフトバンクホークスは、古澤勝吾、小澤怜史、黒瀬健太、育成契約の伊藤祐介、樋越優一、齋藤誠哉、児玉龍也、幸山一大の8選手に対して翌年の契約を結ばないことを通告[338]。古澤は現役続行を希望[339]、小澤・黒瀬は育成選手として再契約[340]、伊藤と樋越は現役引退の見込み[341]。また吉村裕基が翌年の構想から外れていることを球団が通告。吉村は現役続行を希望している[342]。
  - 埼玉西武ライオンズは、藤原良平[343]、福倉健太郎[344]、玉村祐典[345]、豊田拓矢[346]、坂田遼[347]の5選手に対し、翌年の契約を結ばないことを通告。藤原は現役引退を表明。坂田も翌5日に現役引退を表明[348]。
  - 阪神タイガースは、山本翔也に対して戦力外通告を行ったことを発表[349]。トライアウト受験を含め現役続行を希望している[350]。
  - 阪神タイガースの鳥谷敬が球団最多となる通算2065安打を記録[351]。
- 5日
  - 北海道日本ハムファイターズは、大嶋匠、高良一輝に対して翌年の契約を結ばないことを通告。大嶋は現役引退、高良はトライアウト受験を含め現役続行を希望[352]。
  - セントラル・リーグは、雨天中止で日程が未定だった阪神タイガースの残り2試合のうち、対中日ドラゴンズ最終戦（ナゴヤドーム）を、クライマックスシリーズ期間中の13日に行うことを決定。クライマックスシリーズ中にレギュラーシーズンの試合を行うのはセ・リーグでは初[353]。
  - 日本野球機構は、埼玉西武ライオンズからウエーバー公示されたニール・ワグナーについて、獲得する球団がなかったため自由契約選手にしたことを公示[354]。
  - 横浜DeNAベイスターズは、二軍野手総合兼内野守備走塁コーチの福原峰夫が自ら辞任を申し入れ、これを了承したことを発表[355]。
  - 読売ジャイアンツの山口鉄也が東京都内のホテルで記者会見を行い、現役引退を発表[356]。
  - 東北楽天ゴールデンイーグルスGMの石井一久は報道陣とのやり取りの中で、同年途中から一軍監督代行を務めた平石洋介が翌年から一軍監督に昇格することを発表[357]。
  - 東北楽天ゴールデンイーグルスは、細川亨に対し戦力外通告したことを発表。細川は現役続行を希望し退団の見込み[358]。また、池山隆寛二軍監督、大石知宜二軍ヘッドコーチ、河野亮二軍打撃コーチ、杉本正一・二軍巡回投手コーチ、与田剛二軍投手コーチ、柳沢裕一二軍バッテリーコーチ、森山周二軍外野守備走塁コーチ、立石充男育成コーチと、契約満了に伴い翌年の契約を結ばないことを発表[359]。
  - 東北楽天ゴールデンイーグルス対千葉ロッテマリーンズ23回戦（楽天生命パーク）で、楽天が2-1で敗北したことで最下位が確定、パ・リーグの全順位が決定[360]。
  - オリックス・バファローズは、翌年の一軍監督に西村徳文ヘッドコーチの就任を発表[361]。
  - 福岡ソフトバンクホークスの柳田悠岐が通算150本塁打。史上170人目[362]。
- 6日
  - 中日ドラゴンズの荒木雅博がナゴヤドームで記者会見を行い、現役引退を正式に発表[363]。
- 7日
  - 読売ジャイアンツは、二軍監督の川相昌弘、二軍打撃コーチの田代富雄の退団を発表[364]。
  - 阪神タイガースは、今成亮太と西田直斗に対して戦力外通告を行ったことを発表。今成は現役続行を希望している[365]。
  - 広島東洋カープは、同年の主催試合観客動員数が球団史上最多を更新する223万2100人に達したことを発表[366]。
- 8日
  - 千葉ロッテマリーンズの岡田幸文が2打席目まで凡退し、野手の連続無安打ワースト記録を59打席に更新。その後、3打席目で60打席ぶりの安打を打つ[367]。
- 9日
  - オリックス・バファローズは、本田仁海に翌年の契約を結ばないことを通告。ただし、右肘治療専念のためとして育成選手契約を提示する予定[368]。
  - 阪神タイガース対読売ジャイアンツ25回戦で、巨人が阪神を9-4で破りクライマックスシリーズへの進出が決定したと同時にセ・リーグの全順位が確定した[369]。
  - 読売ジャイアンツの岡本和真がプロ野球史上最年少の打率3割、30本塁打、100打点を達成した。
  - 東京ヤクルトスワローズの山田哲人がプロ野球史上初となる三度目のトリプルスリー（打率3割・30本塁打・30盗塁）を達成[370]。
- 10日
  - 読売ジャイアンツオーナーの山口壽一が、原辰徳に対して監督就任を正式に要請し、原もこれを受託したことを球団事務所で発表。シーズン終了後に就任の予定[371]。
  - 横浜DeNAベイスターズは、アレックス・ラミレスに監督続投を要請、ラミレスもこれを受託した[372]。
- 11日
  - 中日ドラゴンズは、球団OBの与田剛に監督就任を正式に要請し、与田はこれを受託した[373]。（埼玉西武の辻発彦監督以来、約2年ぶり8回目）
  - 阪神タイガース一軍監督の金本知憲[374]、及び球団オーナーの坂井信也がそれぞれ辞任を発表[375]。
  - 横浜DeNAベイスターズは、球団GMの高田繁、一軍打撃コーチの小川博文及び一軍バッテリーコーチの光山英和の退任を発表[376]。
- 12日
  - 読売ジャイアンツを戦力外となった寺内崇幸が読売ジャイアンツ球場で現役引退を表明[377]。
- 13日
  - 千葉ロッテマリーンズ対東北楽天ゴールデンイーグルス25回戦（ZOZOマリンスタジアム）で、ロッテが楽天に敗れ、パ・リーグのワースト記録更新となる本拠地14連敗[378]。
- 14日
  - 東北楽天ゴールデンイーグルスは一軍バッテリーコーチの古久保健二の退団を発表[379]。
  - 千葉ロッテマリーンズは一軍投手コーチの小林雅英、一軍打撃コーチの金森栄治と翌年の契約を行わないことを通告[380]。
  - 阪神タイガースは一軍ヘッド兼打撃コーチの片岡篤史からの辞任の申し入れを受理したと発表[381]。
  - 読売ジャイアンツの菅野智之が、東京ヤクルトスワローズとのクライマックスシリーズ1stステージ第2戦で、ノーヒットノーランを達成。クライマックスシリーズでは史上初[382]。
- 15日
  - オリックス・バファローズは育成コーチを務めていた川端崇義より退団の申し入れがあり、受理したと発表[383]。
  - 阪神タイガースは現二軍監督の矢野燿大が一軍監督要請を受諾し、翌年から務めることを発表[384]。
  - 東京ヤクルトスワローズの武内晋一が球団事務所で会見を行い、現役引退を発表[385]。
  - 東京ヤクルトスワローズは一軍バッテリーコーチの野口寿浩及び二軍投手コーチの赤堀元之に翌年の契約を結ばないことを通告[386]。
  - 千葉ロッテマリーンズは二軍総合コーチの福沢洋一及び二軍バッテリーコーチの鶴岡一成と翌年の契約を結ばないことを通告[387]。
  - 中日ドラゴンズは、前監督の森繁和のシニアディレクター就任を発表[388]。
- 16日
  - 横浜DeNAベイスターズは、戦力外通告を受けた田中浩康の現役引退を発表[389]。
  - 東北楽天ゴールデンイーグルスは、一軍外野守備走塁コーチの清水雅治の退団及び、小谷野栄一一軍打撃コーチ、笘篠誠治一軍外野守備走塁コーチ、後藤武敏二軍打撃コーチの就任を発表[390]。
  - 千葉ロッテマリーンズが翌年コーチングスタッフを発表。川越英隆二軍投手コーチが一軍投手コーチ、大村巌二軍打撃コーチが一軍打撃コーチ、清水直行一軍投手コーチが二軍投手コーチ、堀幸一二軍内野守備・走塁コーチが二軍打撃コーチ、小坂誠一軍内野守備・走塁コーチが二軍内野守備・走塁コーチに配置転換すると同時に[391]、一軍内野守備・走塁コーチに根元俊一、二軍バッテリーコーチに金澤岳、二軍投手コーチに大隣憲司が就任することを発表。また岡田幸文の栃木ゴールデンブレーブスへのコーチ派遣も発表した[392]。
  - 北海道日本ハムファイターズは、一軍投手コーチの吉井理人の退団を発表[393]。
- 18日
  - 中日ドラゴンズは、一軍打撃コーチの土井正博、一軍外野チーフコーチの森脇浩司、一軍外野守備走塁コーチの長嶋清幸、一軍投手コーチの近藤真市と朝倉健太の5名と翌年の契約を結ばないことを通告[394]。
- 19日
  - 北海道日本ハムファイターズは、中嶋聡バッテリー兼作戦コーチが退団すると発表[395]。また、栗山英樹監督の翌年続投が正式決定した[396]。
  - 広島東洋カープは、読売ジャイアンツに5-1で勝利し、2年ぶり8回目の日本シリーズ進出を決めた[397]。
- 21日
  - 福岡ソフトバンクホークスは、埼玉西武ライオンズに6-5で勝利し、2年連続18回目の日本シリーズ進出を決めた[398]。
  - 埼玉西武ライオンズは、橋上秀樹作戦コーチと翌年の契約を結ばないことを発表[399]。また、辻発彦監督の翌年続投を発表した[400]。
  - 中日ドラゴンズの早川和夫二軍野手コーチが退団することを発表[401]。
- 22日
  - 阪神タイガースは、前東北楽天ゴールデンイーグルス外野守備走塁コーチの清水雅治がヘッドコーチになることを発表し就任会見を行った。背番号は81になる[402]。また、日高剛が育成兼分析担当コーチに就任を発表し就任会見を行った。背番号は84になる[403]。
  - 東京ヤクルトスワローズは、衣川篤史が翌年の一軍バッテリーコーチ就任で合意したと発表[404]。
  - 中日ドラゴンズの工藤隆人が現役を引退することを発表[405]。
- 23日
  - 日本野球機構が、フリーエージェント有資格選手を公示。国内FA権25名、海外FA権66名の計91名[406]。
  - 読売ジャイアンツは、原辰徳の3度目となる監督就任を正式発表。背番号は83[407]。
  - 横浜DeNAベイスターズは、球団OBの田代富雄と三浦大輔が翌年からコーチに就任すると発表[408]。
- 25日
  - プロ野球ドラフト会議 supported by リポビタンDが、グランドプリンスホテル新高輪・国際館パミールで行われ、新人選手83名と育成選手21名の交渉権が確定した[409]。
- 26日
  - 第2次戦力外通告期間開始。
  - 読売ジャイアンツは、中井大介、篠原慎平、河野元貴、廖任磊、育成の田中大輝、松沢裕介の6人と翌年の契約を結ばないことを通告[410]。
  - 埼玉西武ライオンズは、藤沢亨明に翌年の契約を結ばないことを通告[411]。
- 28日
  - 広島東洋カープは、オスカルと青木陸に翌年の契約を結ばないことを通告[412]。
- 29日
  - 東北楽天ゴールデンイーグルスは、寺岡寛治、野元浩輝、ジョシュ・コラレス、下妻貴寛、伊志嶺忠、吉持亮汰、聖澤諒、枡田慎太郎、ルシアノ・フェルナンドの9名に対して翌年の契約を結ばないことを通告[413]。寺岡、野元、下妻、吉持、フェルナンドの5名は育成選手として再契約する方針[414]。
  - オリックス・バファローズは、佐藤達也と大山暁史に対して翌年の契約を結ばないことを通告。佐藤は現役引退し球団フロント入り。大山は現役続行を希望[415]。また新外国人としてフィリーズ3Aのジョーイ・メネセスを獲得したことを発表[416]。
  - 福岡ソフトバンクホークスは、育成選手の山下亜文、森山孔介、松本龍憲に翌年の契約を結ばないことを通告[417]。
  - 北海道日本ハムファイターズは、GM補佐の木田優夫が翌年から投手チーフコーチに、また鶴岡慎也が選手兼任バッテリーコーチに就任することを発表[418]。
  - 沢村賞選考委員会は、同年の受賞者として読売ジャイアンツの菅野智之に決定したことを発表。菅野の受賞は2年連続2回目となる[419]。
  - 読売ジャイアンツは、上原浩治に対し自由契約とすることを通告[420]。
  - 埼玉西武ライオンズは、髙橋朋己と與座海人に翌年の契約を結ばない旨を通告したと発表[421]。ただし、両名共に育成選手として再契約する方針[422]。
- 30日
  - 東京ヤクルトスワローズは、二軍チーフコーチの三木肇と二軍バッテリーコーチの野村克則の退団を発表[423]。また衣川篤史、橋上秀樹、松岡健一、福川将和とコーチ契約を締結したと発表[424]。
  - 北海道日本ハムファイターズは、新垣勇人、大累進、森本龍弥の3選手に翌年の契約を結ばないと通告[425]。大累は現役引退し、球団職員に転身することを表明[426][427]。
  - 東北楽天ゴールデンイーグルスは、鶴田圭祐に翌年の支配下選手契約を行わないことを通告。ただし、育成契約する見込み[428]。
  - 阪神タイガースは、緒方凌介、小豆畑真也の2選手に対して戦力外通告。緒方は現役引退する意向[429]。
  - 読売ジャイアンツは辻東倫に対して翌年の契約を結ばないことを通告[430]。
- 31日
  - 日本野球機構は、阪神タイガースからウエーバー申請をされていたウィリン・ロサリオ、ディエゴ・モレノ、マルコス・マテオの3選手について、獲得する球団がなかったため、自由契約選手として公示した[431]。
  - この日公示された育成選手保留者名簿で、セ・リーグ23名、パ・リーグ26名の合計49名が公示され、名簿から漏れた福岡ソフトバンクホークスの島袋洋奨や中日ドラゴンズの濱田達郎など合計41名が自由契約選手となった[432]。

### 11月
- 2日
  - 読売ジャイアンツは、橋本到が東北楽天ゴールデンイーグルスに金銭トレードで移籍することを発表[433]。12月3日に公示。
  - オリックス・バファローズは中島宏之と翌年の選手契約を結ばないと発表[434]。
- 3日
  - SMBC日本シリーズ2018第6戦において、福岡ソフトバンクホークスが広島東洋カープに2-0で勝利し、対戦成績を4勝1敗1引き分けとし2年連続9度目の日本一[435]。
- 4日
  - 福岡ソフトバンクホークスは攝津正、五十嵐亮太、城所龍磨、寺原隼人、笠原大芽、張本優大、茶谷健太、吉村裕基の8名に翌年の契約を結ばないことを通告[436]。また、一軍ヘッドコーチの達川光男と一塁内野守備走塁コーチの水上善雄の退団を発表[437]。
- 5日
  - 福岡ソフトバンクホークスは三軍外野守備走塁コーチの高波文一が退団することを発表[438]。
  - 埼玉西武ライオンズの浅村栄斗が、同年取得した国内FA権を行使する意思を球団に伝えた[439]。
- 6日
  - 千葉ロッテマリーンズはケニス・バルガスを獲得したと発表[440]。
- 7日
  - 北海道日本ハムファイターズはオズワルド・アルシアと翌年の契約を結ばず、退団が決まったことを発表[441]。
  - オリックス・バファローズの西勇輝が、国内FA権を行使することを表明[442]。
  - 広島東洋カープの丸佳浩が、国内FA権を行使することを表明[443]。
  - 埼玉西武ライオンズの炭谷銀仁朗が、海外FA権を行使する意思を球団に伝えた[444]。翌8日に正式にFA権行使を表明[445]。
- 8日
  - 埼玉西武ライオンズは中村剛也が海外FA権を行使した上でチームに残留することを発表[446]。11月15日に公示。
- 9日
  - 広島東洋カープの松山竜平が国内FA権を行使せず残留することを表明[447]。
  - 中日ドラゴンズの吉見一起がFA権を行使せず、残留することを発表[448]。
- 12日
  - 広島東洋カープは、戦力外通告した土生翔平をスコアラーとして契約することを発表[449]。
- 13日
  - 北海道日本ハムファイターズの中田翔が、札幌市内のホテルで海外FA権を行使せず球団に残留することを表明[450]。
  - 千葉ロッテマリーンズの角中勝也、清田育宏、大谷智久、唐川侑己の4名がいずれもFAを行使せず球団に残留することが決定[451]。
  - 阪神タイガースの上本博紀がFA権を行使せず、残留することを表明[452]。
- 14日
  - NPBがフリーエージェント宣言選手を公示[453]。
  - 東京ヤクルトスワローズは、ジェイソン・ウルキデスを自由契約選手として公示[454]。
  - 埼玉西武ライオンズは、髙橋朋己、與座海人と翌年の育成選手契約を締結したことを発表[455]。
  - 読売ジャイアンツは、ケーシー・マギーとアルキメデス・カミネロに翌年の契約を結ばないことを通知したと発表[456]。
  - 広島東洋カープは、ブラッド・エルドレッド、ジェイ・ジャクソン、レオネル・カンポスと翌年の契約を結ばないと通告したと発表[457]。
  - 阪神タイガースは、藤谷洸介と翌年の育成選手契約を締結したことを発表[458]。
- 15日
  - 東北楽天ゴールデンイーグルスは、東京ヤクルトスワローズを戦力外となった佐藤由規と育成選手契約で合意したことを発表。背番号は123[459]。また自由契約となった下妻貴寛[460]、寺岡寛治[461]、鶴田圭祐[462]、ルシアノ・フェルナンド[463]の4選手と育成選手契約を締結したことを発表。
  - 阪神タイガースは、横山雄哉と翌年の育成選手契約を締結したことを発表[464]。また、横田慎太郎と育成選手再契約を締結したことを発表[465]。
- 16日
  - 広島東洋カープは、カイル・レグナルトを獲得したと発表[466]。
- 17日
  - 埼玉西武ライオンズは、育成選手の高木渉と支配下選手契約を結んだことを発表。背番号は73に変更になる[467]。
- 18日
  - 中日ドラゴンズは、育成選手の渡辺勝と支配下選手契約を結んだことを発表[468]。
- 19日
  - 東京ヤクルトスワローズは3選手の背番号変更を発表。奥村展征が56から00に、藤井亮太が51から0に、近藤一樹が70から20にそれぞれ変更される[469]。
  - 広島東洋カープは3選手の背番号変更を発表。曽根海成が59から00に、鈴木誠也が51から1に、松山竜平が44から55にそれぞれ変更される[470]。
  - 読売ジャイアンツは、自由契約となった與那原大剛と育成選手契約を締結したことを発表[471]。
  - 横浜DeNAベイスターズは、現在横須賀市内に建設中で2019年6月に移転予定の二軍施設の名称を「DOCK OF BAYSTARS YOKOSUKA」に決定したことを発表[472]。
- 20日
  - 横浜DeNAベイスターズは、読売ジャイアンツを自由契約となっていた中井大介の獲得[473]とBCリーグ・富山の古村徹の再獲得を発表[474]。
  - 福岡ソフトバンクホークスは戦力外通告を受けた小澤怜史、古澤勝吾、黒瀬健太が育成選手として再契約を結んだことを発表。背番号は小澤が123、古澤が124、黒瀬が126[475]。
  - 第42回正力松太郎賞の選考委員会が開催され、受賞者に福岡ソフトバンクホークス一軍監督の工藤公康を選出。工藤は3度目の受賞となる[476]。
  - 千葉ロッテマリーンズは、エドガー・オルモス、タナー・シェッパーズ、マット・ドミンゲスの3名に対して翌年の契約を結ばないことを発表[477]。
  - 北海道日本ハムファイターズは谷口雄也の背番号を64から4に変更することを発表[478]。また、戦力外通告を受けた森本龍弥と育成選手として再契約を結んだことを発表。背番号は124[479]。
  - オリックス・バファローズは戦力外通告を受けた本田仁海と育成選手として再契約を結んだことを発表。背番号は124[480]。
- 21日
  - 読売ジャイアンツは、パドレスのクリスチャン・ビヤヌエバと基本合意したことを発表。背番号は33に決まった[481]。
  - 東北楽天ゴールデンイーグルスは埼玉西武ライオンズからFA宣言した浅村栄斗の獲得を発表[482]。12月3日に公示。
- 22日
  - 読売ジャイアンツは、オリックス・バファローズから自由契約となった中島宏之と翌年の契約に合意したことを発表。背番号は5[483]。またアレックス・ゲレーロの背番号を44に変更することも発表[484]。
  - オリックス・バファローズは塚原頌平と育成選手契約を結んだ。背番号は125に変更[485]。
- 23日
  - 阪神タイガースは、翌年のチームスローガンを「ぶち破れ!オレがヤル」に決定したと発表[486]。
  - 東京ヤクルトスワローズは、翌年のチームスローガンを「KEEP ON RISING 躍進」に決定したと発表[487]。
  - 広島東洋カープは、翌年のチームスローガンを「水金地火木ドッテンカープ」にしたことをこの日行われたファン感謝デーの中で発表[488]。
  - 東北楽天ゴールデンイーグルスから戦力外通告を受けた聖澤諒と伊志嶺忠が、この日行われた球団のファン感謝祭で現役引退を発表[489]。その後11月26日に任意引退選手として公示された[490]。
- 24日
  - 東京ヤクルトスワローズから戦力外通告を受けた古野正人が現役引退を表明。古野は13日に行われた合同トライアウトを受験したが他球団からオファーがなく引退を決意した[491]。
  - 中日ドラゴンズは、京田陽太の背番号を翌年から51から1に変更することを発表[492]。
- 25日
  - 横浜DeNAベイスターズは、スペンサー・パットンと翌年から2年契約を結んだことを発表[493]。
  - 読売ジャイアンツの菅野智之の背番号が翌年から19から18に変更することを監督の原辰徳が東京都内で行われたイベントで言明[494]。
- 26日
  - 東北楽天ゴールデンイーグルスは戦力外通告を受けた枡田慎太郎が現役引退することを発表[495]。また翌年のチームスローガンを「RESTART!日本一の東北へ」に決定したことを発表[496]。
  - 横浜DeNAベイスターズは自由契約となった山本武白志（登録名は武白志）が現役引退することを発表[497]。
  - 埼玉西武ライオンズから海外FA権を行使していた炭谷銀仁朗が読売ジャイアンツと3年契約を結んだことを発表。背番号は西武時代と同様27となった[498]。11月26日に公示。
- 27日
  - 東京ヤクルトスワローズは、福岡ソフトバンクホークスから戦力外通告を受けた寺原隼人の獲得を発表[499]。
- 28日
  - 埼玉西武ライオンズは、読売ジャイアンツから戦力外通告を受けた廖任磊の獲得を発表[500]。
- 29日
  - 広島東洋カープの福井優也と東北楽天ゴールデンイーグルスの菊池保則のトレードが成立したことを両球団が発表[501]。12月6日に公示。
  - 福岡ソフトバンクホークスは、戦力外通告した城所龍磨が現役引退することを発表[502]。
  - 読売ジャイアンツの田口麗斗が契約更改終了後に翌年から背番号を90から28に変更することを発表[503]。

### 12月
- 2日
  - 日本野球機構は保留選手名簿を公示[504]。
- 3日
  - 読売ジャイアンツは、福岡ソフトバンクホークスから自由契約公示された山下亜文と育成選手契約を結んだと発表。背番号は024[505]。
  - 千葉ロッテマリーンズは背番号の変更を発表。岡大海は39から25、吉田裕太は24から39になる[506]。
  - 中日ドラゴンズは、エンニー・ロメロと契約合意に達したと発表[507]。
- 4日
  - 北海道日本ハムファイターズは、オリックス・バファローズから自由契約公示された金子千尋との契約合意を発表[508]。10日に入団会見し、登録名を「金子弌大（かねこちひろ）」に変更。背番号は19[509]。
  - 東北楽天ゴールデンイーグルスは、岡島豪郎の背番号を4から27に変更することを発表[510]。
  - 広島東洋カープはシアトル・マリナーズのケーシー・ローレンスと契約合意に達したと発表[511]。
- 6日
  - 千葉ロッテマリーンズは、東北楽天ゴールデンイーグルスから自由契約となっていた細川亨の獲得を発表[512]。
  - 北海道日本ハムファイターズは、マイケル・トンキンの退団を発表[513]する一方、MLBのシカゴ・カブスのジャスティン・ハンコックの獲得を発表[514]。
  - 中日ドラゴンズは6選手の背番号変更を発表。松坂大輔は99から18に、京田陽太は51から1に、友永翔太は1から62に、丸山泰資は28から69に、鈴木翔太は18から99に、渡辺勝は212から31にそれぞれ変更される[515]。
- 7日
  - 阪神タイガースは、オリックス・バファローズからFA権を行使していた西勇輝と契約合意に至ったことを発表[516]。12月14日に公示。
  - 読売ジャイアンツは、イスラエル・モタとレイミン・ラモスとの育成選手契約の合意に至ったことを発表[517]。
  - 東北楽天ゴールデンイーグルスは前ロサンゼルス・エンゼルスのジャバリ・ブラッシュと契約を合意したと発表[518]。
  - 北海道日本ハムファイターズは、前Lamigoモンキーズの王柏融と契約合意に達したことを発表[519]。
- 8日
  - 阪神タイガースは、MLB・サンフランシスコ・ジャイアンツのピアース・ジョンソンを単年契約で獲得したことを発表[520]。
  - 読売ジャイアンツを戦力外になった辻東倫が現役引退を決断[521]。
  - 埼玉西武ライオンズは、ザック・ニールと正式に選手契約を締結したと発表。背番号は54[522]。
- 11日
  - 北海道日本ハムファイターズの高梨裕稔・太田賢吾と、東京ヤクルトスワローズの秋吉亮・谷内亮太の2対2のトレードが成立したことを両球団が発表[523][524]。12月13日に公示。
  - 読売ジャイアンツは、広島東洋カープからFA権を行使していた丸佳浩の入団を発表。入団会見を行った。背番号は8[525]、12月11日に公示。また立岡宗一郎が契約更改終了後に翌年から背番号を58から39に変更することを発表した[526]。
  - 中日ドラゴンズは、ダヤン・ビシエド、ソイロ・アルモンテ、スティーブン・モヤ、ジョエリー・ロドリゲス、ライデル・マルティネスの5外国人選手の契約更新を発表。ビシエドは3年、総額11億円で契約した[527]。
- 12日
  - 『2018プロ野球最優秀バッテリー賞』が発表され、セントラル・リーグは広島東洋カープの大瀬良大地と會澤翼が、パシフィック・リーグは埼玉西武ライオンズの多和田真三郎と森友哉がそれぞれ選出された[528]。
  - 阪神タイガースは、一旦自由契約としたラファエル・ドリスと再契約したことを発表[529]。
- 14日
  - 広島東洋カープは、加藤拓也の登録名を翌年から「矢崎拓也」に変更することを発表[530]。
  - 読売ジャイアンツは、一旦自由契約とした上原浩治と再契約したことを発表。背番号は2017年まで付けていた19となる[531]。
- 17日
  - 阪神タイガースは、中日ドラゴンズを自由契約となったオネルキ・ガルシアを獲得したことを発表[532]。
  - 埼玉西武ライオンズは、読売ジャイアンツを戦力外となった廖任磊と契約締結したことを発表。背番号50[533]。
- 18日
  - 福岡ソフトバンクホークスの松田宣浩が契約更改終了後に、翌年から背番号を3から2016年まで付けていた5に戻すことを発表[534]。
  - 阪神タイガースは、戦力外通告した今成亮太が現役引退する意向を伝えたことを明らかにした[535]。
  - 北海道日本ハムファイターズは、ニック・マルティネスの残留を発表[536]。
- 20日
  - 読売ジャイアンツは、海外FA権を行使して入団した炭谷銀仁朗の人的補償として内海哲也が埼玉西武ライオンズに移籍することを発表[537]。12月21日に公示
  - 北海道日本ハムファイターズは、デトロイト・タイガース傘下のAAA級トレド・マッドヘンズでプレーしていたジョニー・バーベイトを単年契約で獲得したことを発表[538]。
  - オリックス・バファローズはFA移籍した西勇輝の人的補償として、竹安大知を獲得したことを発表[539]。12月26日に公示。
  - 東北楽天ゴールデンイーグルスは、岡島豪郎を外野手登録から捕手登録に変更すると共に、八百板卓丸の登録名を「卓丸」に変更することを発表[540]。
- 21日
  - 東京ヤクルトスワローズから戦力外通告を受け、自由契約となった鵜久森淳志が現役引退を表明[541]。
  - 埼玉西武ライオンズはFA権を行使して東北楽天ゴールデンイーグルスと契約した浅村栄斗の移籍に対する補償として、「金銭補償」とすることにしたと発表[542]。
- 25日
  - 北海道日本ハムファイターズの田中賢介が契約更改終了後に翌2019年シーズン限りでの現役引退を表明[543]。
  - 東京ヤクルトスワローズは、ウラディミール・バレンティン、デービッド・ブキャナン、デーブ・ハフの3外国人選手の契約更新を発表[544]。また新外国人選手としてスコット・マクガフとアルバート・スアレスの2投手をいずれも単年契約で獲得したことを発表。スアレスは福岡ソフトバンクホークスのロベルト・スアレスの実兄である[545]。
- 26日
  - 北海道日本ハムファイターズは、大田泰示の背番号を33から5に変更すると同時に、新外国人選手のジャスティン・ハンコックの背番号を28に、ジョニー・バーベイトの背番号を33にすることを発表[546]。
  - 東京ヤクルトスワローズは、福岡ソフトバンクホークスを戦力外となった五十嵐亮太の獲得を発表。五十嵐本人から球団に入団の連絡があったことによる[547]。
  - 埼玉西武ライオンズは、2019年のスローガンを「CATCH the GLORY 新時代、熱狂しろ!」に決定したことを発表[548]。
- 28日
  - 阪神タイガースは、前エンゼルスのジェフリー・マルテを単年契約でと契約合意したことを発表。背番号は31。また、新加入することが決まったオネルキ・ガルシアの背番号が77に決まったことも発表[549]。
- 31日
  - 読売ジャイアンツは、2019年のスローガンを「Show The Spirit〜和と動」に決定したことを発表[550]。

## 競技結果

### セントラル・リーグ
| 順位 | 球団                   | 勝 | 敗 | 分 | 勝率 | 差   |
| 1位  | 広島東洋カープ         | 82 | 59 | 2  | .582 | 優勝 |
| 2位  | 東京ヤクルトスワローズ | 75 | 66 | 2  | .532 | 7.0  |
| 3位  | 読売ジャイアンツ       | 67 | 71 | 5  | .486 | 13.5 |
| 4位  | 横浜DeNAベイスターズ   | 67 | 74 | 2  | .475 | 15.0 |
| 5位  | 中日ドラゴンズ         | 63 | 78 | 2  | .447 | 19.0 |
| 6位  | 阪神タイガース         | 62 | 79 | 2  | .440 | 20.0 |

| 球 団                  | 得 点 | 安 打 | 本 塁 打 | 打 点 | 盗 塁 | 犠 打 | 三 振 | 打 率 | 出 塁 率 |
| 広島東洋カープ         | 721   | 1275  | 175      | 697   | 95    | 109   | 1143  | .262  | .349     |
| 東京ヤクルトスワローズ | 658   | 1287  | 135      | 632   | 68    | 109   | 931   | .266  | .347     |
| 読売ジャイアンツ       | 625   | 1255  | 152      | 606   | 61    | 96    | 1120  | .257  | .325     |
| 横浜DeNAベイスターズ   | 572   | 1209  | 181      | 554   | 71    | 71    | 1041  | .250  | .307     |
| 中日ドラゴンズ         | 598   | 1288  | 97       | 579   | 61    | 86    | 981   | .265  | .325     |
| 阪神タイガース         | 577   | 1221  | 113      | 551   | 77    | 108   | 1086  | .253  | .330     |

| 球 団                  | 完 投 | 完 封 | セ ｜ ブ | ホ ｜ ル ド | 被 安 打 | 被 本 塁 打 | 与 四 球 | 奪 三 振 | 防 御 率 |
| 広島東洋カープ         | 3     | 6     | 38       | 98          | 1267     | 138         | 535      | 1041     | 4.12     |
| 東京ヤクルトスワローズ | 4     | 9     | 40       | 100         | 1286     | 143         | 464      | 1018     | 4.13     |
| 読売ジャイアンツ       | 21    | 16    | 25       | 73          | 1246     | 144         | 406      | 1040     | 3.79     |
| 横浜DeNAベイスターズ   | 2     | 8     | 38       | 136         | 1264     | 149         | 489      | 1163     | 4.18     |
| 中日ドラゴンズ         | 9     | 9     | 28       | 82          | 1249     | 149         | 526      | 941      | 4.36     |
| 阪神タイガース         | 4     | 7     | 35       | 96          | 1238     | 127         | 509      | 1182     | 4.03     |

### パシフィック・リーグ
| 順位 | 球団                         | 勝 | 敗 | 分 | 勝率 | 差   |
| 1位  | 埼玉西武ライオンズ           | 88 | 53 | 2  | .624 | 優勝 |
| 2位  | 福岡ソフトバンクホークス     | 82 | 60 | 1  | .577 | 6.5  |
| 3位  | 北海道日本ハムファイターズ   | 74 | 66 | 3  | .529 | 13.5 |
| 4位  | オリックス・バファローズ     | 65 | 73 | 5  | .471 | 21.5 |
| 5位  | 千葉ロッテマリーンズ         | 59 | 81 | 3  | .421 | 28.5 |
| 6位  | 東北楽天ゴールデンイーグルス | 58 | 82 | 3  | .414 | 29.5 |

| 球 団                        | 得 点 | 安 打 | 本 塁 打 | 打 点 | 盗 塁 | 犠 打 | 三 振 | 打 率 | 出 塁 率 |
| 埼玉西武ライオンズ           | 792   | 1351  | 196      | 761   | 132   | 48    | 1103  | .273  | .352     |
| 福岡ソフトバンクホークス     | 685   | 1290  | 202      | 667   | 80    | 102   | 999   | .266  | .326     |
| 北海道日本ハムファイターズ   | 579   | 1195  | 140      | 566   | 98    | 86    | 1101  | .251  | .329     |
| オリックス・バファローズ     | 538   | 1162  | 108      | 513   | 97    | 118   | 1003  | .244  | .308     |
| 千葉ロッテマリーンズ         | 534   | 1159  | 78       | 510   | 124   | 108   | 888   | .247  | .324     |
| 東北楽天ゴールデンイーグルス | 520   | 1163  | 132      | 500   | 69    | 76    | 1074  | .241  | .307     |

| 球 団                        | 完 投 | 完 封 | セ ｜ ブ | ホ ｜ ル ド | 被 安 打 | 被 本 塁 打 | 与 四 球 | 奪 三 振 | 防 御 率 |
| 埼玉西武ライオンズ           | 7     | 9     | 33       | 88          | 1230     | 148         | 506      | 959      | 4.24     |
| 福岡ソフトバンクホークス     | 6     | 19    | 44       | 95          | 1132     | 163         | 539      | 1087     | 3.90     |
| 北海道日本ハムファイターズ   | 9     | 9     | 43       | 121         | 1242     | 121         | 493      | 1115     | 3.77     |
| オリックス・バファローズ     | 2     | 9     | 37       | 126         | 1211     | 127         | 410      | 1029     | 3.69     |
| 千葉ロッテマリーンズ         | 8     | 7     | 30       | 103         | 1289     | 129         | 453      | 908      | 4.04     |
| 東北楽天ゴールデンイーグルス | 10    | 10    | 26       | 84          | 1201     | 143         | 493      | 1115     | 3.78     |

### セ・パ交流戦
| 順位 | 球団                         | 勝 | 敗 | 分 | 勝率 | 差   |
| 1位  | 東京ヤクルトスワローズ       | 12 | 6  | 0  | .667 | 優勝 |
| 2位  | オリックス・バファローズ     | 11 | 6  | 1  | .647 | 0.5  |
| 3位  | 千葉ロッテマリーンズ         | 11 | 7  | 0  | .611 | 1.0  |
| 4位  | 福岡ソフトバンクホークス     | 11 | 7  | 0  | .611 | 1.0  |
| 5位  | 北海道日本ハムファイターズ   | 10 | 8  | 0  | .556 | 2.0  |
| 6位  | 埼玉西武ライオンズ           | 10 | 8  | 0  | .556 | 2.0  |
| 7位  | 読売ジャイアンツ             | 8  | 10 | 0  | .444 | 4.0  |
| 8位  | 横浜DeNAベイスターズ         | 8  | 10 | 0  | .444 | 4.0  |
| 9位  | 中日ドラゴンズ               | 7  | 11 | 0  | .389 | 5.0  |
| 10位 | 広島東洋カープ               | 7  | 11 | 0  | .389 | 5.0  |
| 11位 | 阪神タイガース               | 6  | 11 | 1  | .353 | 5.5  |
| 12位 | 東北楽天ゴールデンイーグルス | 6  | 12 | 0  | .333 | 6.0  |

### クライマックスシリーズ

#### ファーストステージ
| 日付                   | 試合  | ビジター球団（先攻） | スコア | ホーム球団（後攻）     | 開催球場       |
| 10月13日（土）         | 第1戦 | 読売ジャイアンツ     | 4 - 1  | 東京ヤクルトスワローズ | 明治神宮野球場 |
| 10月14日（日）         | 第2戦 | 読売ジャイアンツ     | 4 - 0  | 東京ヤクルトスワローズ | 明治神宮野球場 |
| 勝者：読売ジャイアンツ |       |                      |        |                        |                |

| 日付                           | 試合  | ビジター球団（先攻）       | スコア | ホーム球団（後攻）       | 開催球場            |
| 10月13日（土）                 | 第1戦 | 北海道日本ハムファイターズ | 3 - 8  | 福岡ソフトバンクホークス | 福岡ヤフオク!ドーム |
| 10月14日（日）                 | 第2戦 | 北海道日本ハムファイターズ | 4 - 2  | 福岡ソフトバンクホークス | 福岡ヤフオク!ドーム |
| 10月15日（月）                 | 第3戦 | 北海道日本ハムファイターズ | 2 - 5  | 福岡ソフトバンクホークス | 福岡ヤフオク!ドーム |
| 勝者：福岡ソフトバンクホークス |       |                            |        |                          |                     |

#### ファイナルステージ
| 日付                 | 試合           | ビジター球団（先攻） | スコア | ホーム球団（後攻） | 開催球場                       |
| アドバンテージ       | アドバンテージ | 読売ジャイアンツ     |        | 広島東洋カープ     |                                |
| 10月17日（水）       | 第1戦          | 読売ジャイアンツ     | 1 - 6  | 広島東洋カープ     | MAZDA Zoom-Zoom スタジアム広島 |
| 10月18日（木）       | 第2戦          | 読売ジャイアンツ     | 1 - 4  | 広島東洋カープ     | MAZDA Zoom-Zoom スタジアム広島 |
| 10月19日（金）       | 第3戦          | 読売ジャイアンツ     | 1 - 5  | 広島東洋カープ     | MAZDA Zoom-Zoom スタジアム広島 |
| 勝者：広島東洋カープ |                |                      |        |                    |                                |

| 日付                           | 試合           | ビジター球団（先攻）     | スコア | ホーム球団（後攻） | 開催球場           |
| アドバンテージ                 | アドバンテージ | 福岡ソフトバンクホークス |        | 埼玉西武ライオンズ |                    |
| 10月17日（水）                 | 第1戦          | 福岡ソフトバンクホークス | 10 - 4 | 埼玉西武ライオンズ | メットライフドーム |
| 10月18日（木）                 | 第2戦          | 福岡ソフトバンクホークス | 5 - 13 | 埼玉西武ライオンズ | メットライフドーム |
| 10月19日（金）                 | 第3戦          | 福岡ソフトバンクホークス | 15 - 4 | 埼玉西武ライオンズ | メットライフドーム |
| 10月20日（土）                 | 第4戦          | 福岡ソフトバンクホークス | 8 - 2  | 埼玉西武ライオンズ | メットライフドーム |
| 10月21日（日）                 | 第5戦          | 福岡ソフトバンクホークス | 6 - 5  | 埼玉西武ライオンズ | メットライフドーム |
| 勝者：福岡ソフトバンクホークス |                |                          |        |                    |                    |

### 日本シリーズ
| 日付                                           | 試合   | ビジター球団（先攻）     | スコア | ホーム球団（後攻）       | 開催球場                       |
| ---------------------------------------------- | ------ | ------------------------ | ------ | ------------------------ | ------------------------------ |
| 10月27日（土）                                 | 第1戦  | 福岡ソフトバンクホークス | 2 - 2  | 広島東洋カープ           | MAZDA Zoom-Zoom スタジアム広島 |
| 10月28日（日）                                 | 第2戦  | 福岡ソフトバンクホークス | 1 - 5  | 広島東洋カープ           | MAZDA Zoom-Zoom スタジアム広島 |
| 10月29日（月）                                 | 移動日 | 移動日                   | 移動日 | 移動日                   | 移動日                         |
| 10月30日（火）                                 | 第3戦  | 広島東洋カープ           | 8 - 9  | 福岡ソフトバンクホークス | 福岡 ヤフオク!ドーム           |
| 10月31日（水）                                 | 第4戦  | 広島東洋カープ           | 1 - 4  | 福岡ソフトバンクホークス | 福岡 ヤフオク!ドーム           |
| 11月1日（木）                                  | 第5戦  | 広島東洋カープ           | 4 - 5x | 福岡ソフトバンクホークス | 福岡 ヤフオク!ドーム           |
| 11月2日（金）                                  | 移動日 | 移動日                   | 移動日 | 移動日                   | 移動日                         |
| 11月3日（土）                                  | 第6戦  | 福岡ソフトバンクホークス | 2 - 0  | 広島東洋カープ           | MAZDA Zoom-Zoom スタジアム広島 |
| 優勝：福岡ソフトバンクホークス（2年連続9回目） |        |                          |        |                          |                                |

### 個人タイトル
|                  | セントラル・リーグ | セントラル・リーグ | セントラル・リーグ | パシフィック・リーグ | パシフィック・リーグ | パシフィック・リーグ |
| タイトル         | 選手               | 球団               | 成績               | 選手                 | 球団                 | 成績                 |
| ---------------- | ------------------ | ------------------ | ------------------ | -------------------- | -------------------- | -------------------- |
| 最優秀選手       | 丸佳浩             | 広島               |                    | 山川穂高             | 西武                 |                      |
| 最優秀新人       | 東克樹             | DeNA               |                    | 田中和基             | 楽天                 |                      |
| 首位打者         | D.ビシエド         | 中日               | .348               | 柳田悠岐             | ソフトバンク         | .352                 |
| 本塁打王         | N.ソト             | DeNA               | 41本               | 山川穂高             | 西武                 | 47本                 |
| 打点王           | W.バレンティン     | ヤクルト           | 131点              | 浅村栄斗             | 西武                 | 127点                |
| 最多安打         | D.ビシエド         | 中日               | 178本              | 秋山翔吾             | 西武                 | 195本                |
| 盗塁王           | 山田哲人           | ヤクルト           | 33個               | 西川遥輝             | 日本ハム             | 44個                 |
| 最高出塁率       | 丸佳浩             | 広島               | .468               | 柳田悠岐             | ソフトバンク         | .431                 |
| 最優秀防御率     | 菅野智之           | 巨人               | 2.14               | 岸孝之               | 楽天                 | 2.72                 |
| 最多勝利         | 大瀬良大地         | 広島               | 15勝               | 多和田真三郎         | 西武                 | 16勝                 |
| 最多勝利         | 菅野智之           | 巨人               | 15勝               | 多和田真三郎         | 西武                 | 16勝                 |
| 最多奪三振       | 菅野智之           | 巨人               | 200個              | 則本昂大             | 楽天                 | 187個                |
| 最高勝率         | 大瀬良大地         | 広島               | .682               | M.ボルシンガー       | ロッテ               | .867                 |
| 最多セーブ投手   | 山﨑康晃           | DeNA               | 37S                | 森唯斗               | ソフトバンク         | 37S                  |
| 最優秀中継ぎ投手 | 近藤一樹           | ヤクルト           | 42HP               | 宮西尚生             | 日本ハム             | 41HP                 |

### 月間MVP
|         | セントラル・リーグ | セントラル・リーグ | セントラル・リーグ | セントラル・リーグ | パシフィック・リーグ | パシフィック・リーグ | パシフィック・リーグ | パシフィック・リーグ |
|         | 投手               | 球団               | 野手               | 球団               | 投手                 | 球団                 | 野手                 | 球団                 |
| ------- | ------------------ | ------------------ | ------------------ | ------------------ | -------------------- | -------------------- | -------------------- | -------------------- |
| 3・4月  | R.メッセンジャー   | 阪神               | 坂本勇人           | 巨人               | 多和田真三郎         | 西武                 | 山川穂高             | 西武                 |
| 5月     | 大瀬良大地         | 広島               | Z.アルモンテ       | 中日               | 岸孝之               | 楽天                 | 柳田悠岐             | ソフトバンク         |
| 6月     | 小川泰弘           | ヤクルト           | 青木宣親           | ヤクルト           | M.ボルシンガー       | ロッテ               | 角中勝也             | ロッテ               |
| 7月     | K.ジョンソン       | 広島               | 山田哲人           | ヤクルト           | 有原航平             | 日本ハム             | 井上晴哉             | ロッテ               |
| 8月     | G.フランスア       | 広島               | D.ビシエド         | 中日               | 千賀滉大             | ソフトバンク         | 中村剛也             | 西武                 |
| 9・10月 | 菅野智之           | 巨人               | N.ソト             | DeNA               | 多和田真三郎         | 西武                 | 山川穂高             | 西武                 |

### ベストナイン
|          | セントラル・リーグ | セントラル・リーグ | パシフィック・リーグ | パシフィック・リーグ |
| 守備位置 | 選手               | 球団               | 選手                 | 球団                 |
| -------- | ------------------ | ------------------ | -------------------- | -------------------- |
| 投手     | 菅野智之           | 巨人               | 菊池雄星             | 西武                 |
| 捕手     | 會澤翼             | 広島               | 森友哉               | 西武                 |
| 一塁手   | D.ビシエド         | 中日               | 山川穂高             | 西武                 |
| 二塁手   | 山田哲人           | ヤクルト           | 浅村栄斗             | 西武                 |
| 三塁手   | 宮﨑敏郎           | DeNA               | 松田宣浩             | ソフトバンク         |
| 遊撃手   | 坂本勇人           | 巨人               | 源田壮亮             | 西武                 |
| 外野手   | 丸佳浩             | 広島               | 柳田悠岐             | ソフトバンク         |
| 外野手   | 鈴木誠也           | 広島               | 秋山翔吾             | 西武                 |
| 外野手   | N.ソト             | DeNA               | 吉田正尚             | オリックス           |
| 指名打者 |                    |                    | 近藤健介             | 日本ハム             |

### ゴールデングラブ賞
|        | セントラル・リーグ | セントラル・リーグ | パシフィック・リーグ | パシフィック・リーグ |
| ------ | ------------------ | ------------------ | -------------------- | -------------------- |
| 投手   | 菅野智之           | 巨人               | 岸孝之               | 楽天                 |
| 捕手   | 梅野隆太郎         | 阪神               | 甲斐拓也             | ソフトバンク         |
| 一塁手 | J.ロペス           | DeNA               | 中田翔               | 日本ハム             |
| 二塁手 | 菊池涼介           | 広島               | 中村奨吾             | ロッテ               |
| 三塁手 | 宮﨑敏郎           | DeNA               | 松田宣浩             | ソフトバンク         |
| 遊撃手 | 田中広輔           | 広島               | 源田壮亮             | 西武                 |
| 外野手 | 丸佳浩             | 広島               | 秋山翔吾             | 西武                 |
| 外野手 | 大島洋平           | 中日               | 柳田悠岐             | ソフトバンク         |
| 外野手 | 平田良介           | 中日               | 西川遥輝             | 日本ハム             |

### ファーム
- ウエスタン・リーグ：阪神タイガース（8年ぶり16度目）
- イースタン・リーグ：読売ジャイアンツ（4年連続27度目）
- ファーム日本選手権（10月6日、KIRISHIMAサンマリンスタジアム宮崎）
  - 読売ジャイアンツ 4-8 阪神タイガース[552]
  - 最優秀選手：熊谷敬宥（阪神）[553]
  - 優秀選手：馬場皐輔（阪神）[554]、橋本到（巨人）

## ドラフト会議
| チーム     | 楽天       | 阪神       | ロッテ     | 中日       | オリックス | DeNA       | 日本ハム   | 巨人       | ソフトバンク | ヤクルト   | 西武       | 広島       |
| 支配下選手 | 支配下選手 | 支配下選手 | 支配下選手 | 支配下選手 | 支配下選手 | 支配下選手 | 支配下選手 | 支配下選手 | 支配下選手   | 支配下選手 | 支配下選手 | 支配下選手 |
| ---------- | ---------- | ---------- | ---------- | ---------- | ---------- | ---------- | ---------- | ---------- | ------------ | ---------- | ---------- | ---------- |
| 1巡目①     | 藤原恭大   | 藤原恭大   | 藤原恭大   | 根尾昂     | 小園海斗   | 小園海斗   | 根尾昂     | 根尾昂     | 小園海斗     | 根尾昂     | 松本航     | 小園海斗   |
| 1巡目②     | 辰己涼介   | 辰己涼介   | ---        | ---        | 太田椋     | 上茶谷大河 | 吉田輝星   | 辰己涼介   | 辰己涼介     | 上茶谷大河 | ---        | ---        |
| 1巡目③     | ---        | 近本光司   | ---        | ---        | ---        | ---        | ---        | 髙橋優貴   | 甲斐野央     | 清水昇     | ---        | ---        |
| 2巡目→     | 太田光     | 小幡竜平   | 東妻勇輔   | 梅津晃大   | 頓宮裕真   | 伊藤裕季也 | 野村佑希   | 増田陸     | 杉山一樹     | 中山翔太   | 渡邉勇太朗 | 島内颯太郎 |
| 3巡目←     | 引地秀一郎 | 木浪聖也   | 小島和哉   | 勝野昌慶   | 荒西祐大   | 大貫晋一   | 生田目翼   | 直江大輔   | 野村大樹     | 市川悠太   | 山野辺翔   | 林晃汰     |
| 4巡目→     | 弓削隼人   | 齋藤友貴哉 | 山口航輝   | 石橋康太   | 富山凌雅   | 勝又温史   | 万波中正   | 横川凱     | 板東湧梧     | 濱田太貴   | 粟津凱士   | 中神拓都   |
| 5巡目←     | 佐藤智輝   | 川原陸     | 中村稔弥   | 垣越建伸   | 宜保翔     | 益子京右   | 柿木蓮     | 松井義弥   | 水谷瞬       | 坂本光士郎 | 牧野翔矢   | 田中法彦   |
| 6巡目→     | 渡邊佳明   | 湯浅京己   | 古谷拓郎   | 滝野要     | 左澤優     | 知野直人   | 田宮裕涼   | 戸郷翔征   | 泉圭輔       | 鈴木裕太   | 森脇亮介   | 正隨優弥   |
| 7巡目←     | 小郷裕哉   | ---        | 松田進     | ---        | 中川圭太   | ---        | 福田俊     | ---        | 奥村政稔     | 久保拓眞   | 佐藤龍世   | 羽月隆太郎 |
| 8巡目→     | 鈴木翔天   | ---        | 土居豪人   | ---        | ---        | ---        | ---        | ---        | ---          | 吉田大成   | ---        | ---        |
| 育成選手   |            |            |            |            |            |            |            |            |              |            |            |            |
| 1巡目→     | 清宮虎多朗 | 片山雄哉   | 鎌田光津希 | ---        | 漆原大晟   | 宮城滝太   | 海老原一佳 | 山下航汰   | 渡邉陸       | 内山太嗣   | 東野葵     | 大盛穂     |
| 2巡目←     | 則本佳樹   | ---        | ---        | ---        | ---        | ---        | ---        | 平井快青   | 岡本直也     | 松本友     | 大窪士夢   | ---        |
| 3巡目→     | ---        | ---        | ---        | ---        | ---        | ---        | ---        | 沼田翔平   | 重田倫明     | ---        | 中熊大智   | ---        |
| 4巡目←     | ---        | ---        | ---        | ---        | ---        | ---        | ---        | 黒田響生   | 中村宜聖     | ---        | ---        | ---        |

- 太字は交渉権確定
- 重複した場合は左の球団から順に抽選
- 2巡目以上の指名はシーズン成績に基づき、巡目の矢印の向きにウェーバー制により指名
- 育成選手の指名は巡目の矢印の向きにウェーバー制により指名